# Aubrey Beardsley

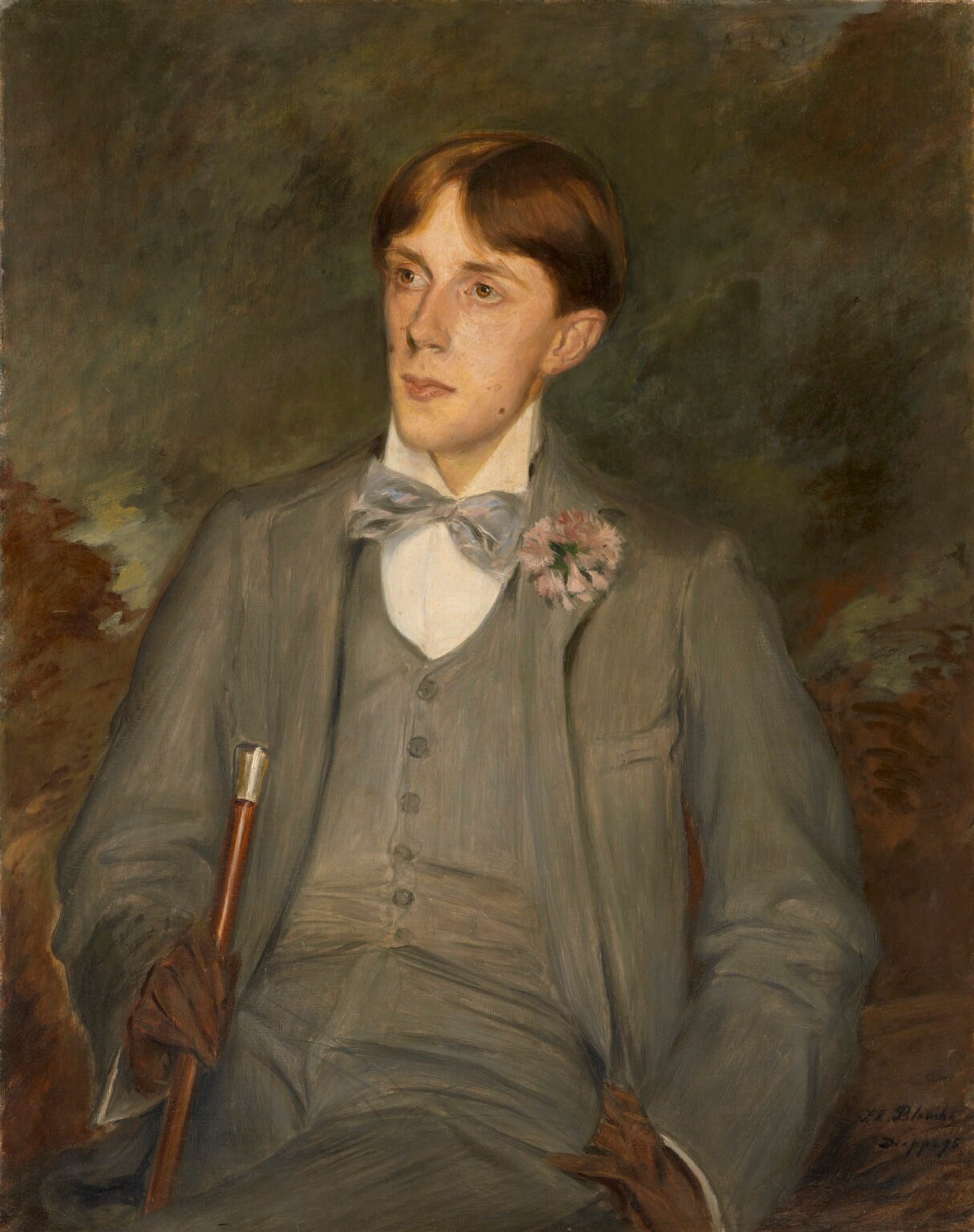
Jacques-Émile Blanche: Aubrey Vincent Beardsley, Ölgemälde, 1895

Aubrey Vincent Beardsley (* 21. August 1872 in Brighton; † 16. März 1898 in Menton, Frankreich) war ein britischer Illustrator, Dichter, Graphiker und Karikaturist.

## Leben und Werk
Aubrey Beardsley wurde 1872 in Brighton (Grafschaft East Sussex, England) in eine Familie des gehobenen Mittelstands hineingeboren. Sein Vater, Vincent, verlor sein gesamtes Vermögen und musste daher in Londoner Brauereien arbeiten. Seine Mutter, Ellen Pitt, trug durch Klavierunterricht zum Einkommen der Familie bei. Sowohl Aubrey als auch seine Schwester Mabel waren hochbegabt und galten zunächst beide als musikalische Wunderkinder. Schon seit frühester Kindheit galt Aubreys Gesundheit als angeschlagen, so hatte er im Alter von neun Jahren seinen ersten belegten Blutsturz infolge von Schwindsucht (Tuberkulose). Bereits während seiner Grundschulzeit in Brighton begann er, seine Lehrer in Karikaturen darzustellen. Ab 1884 besuchte er die Bristol Grammar School, wo er 1885 ein Theaterstück verfasste, das er zusammen mit anderen Schülern aufführte. Zur selben Zeit etwa wurden seine ersten Zeichnungen und Karikaturen in der Schulzeitung der Bristol Grammar School Past and Present veröffentlicht. Schon 1888 verließ Beardsley die Schule, um sich in London zunächst als Schreiber in einem Architektenbüro und später bei einer Lebensversicherung zu versuchen. Zu dieser Zeit bildete er sich nebenher autodidaktisch in Kunst und Literatur weiter.

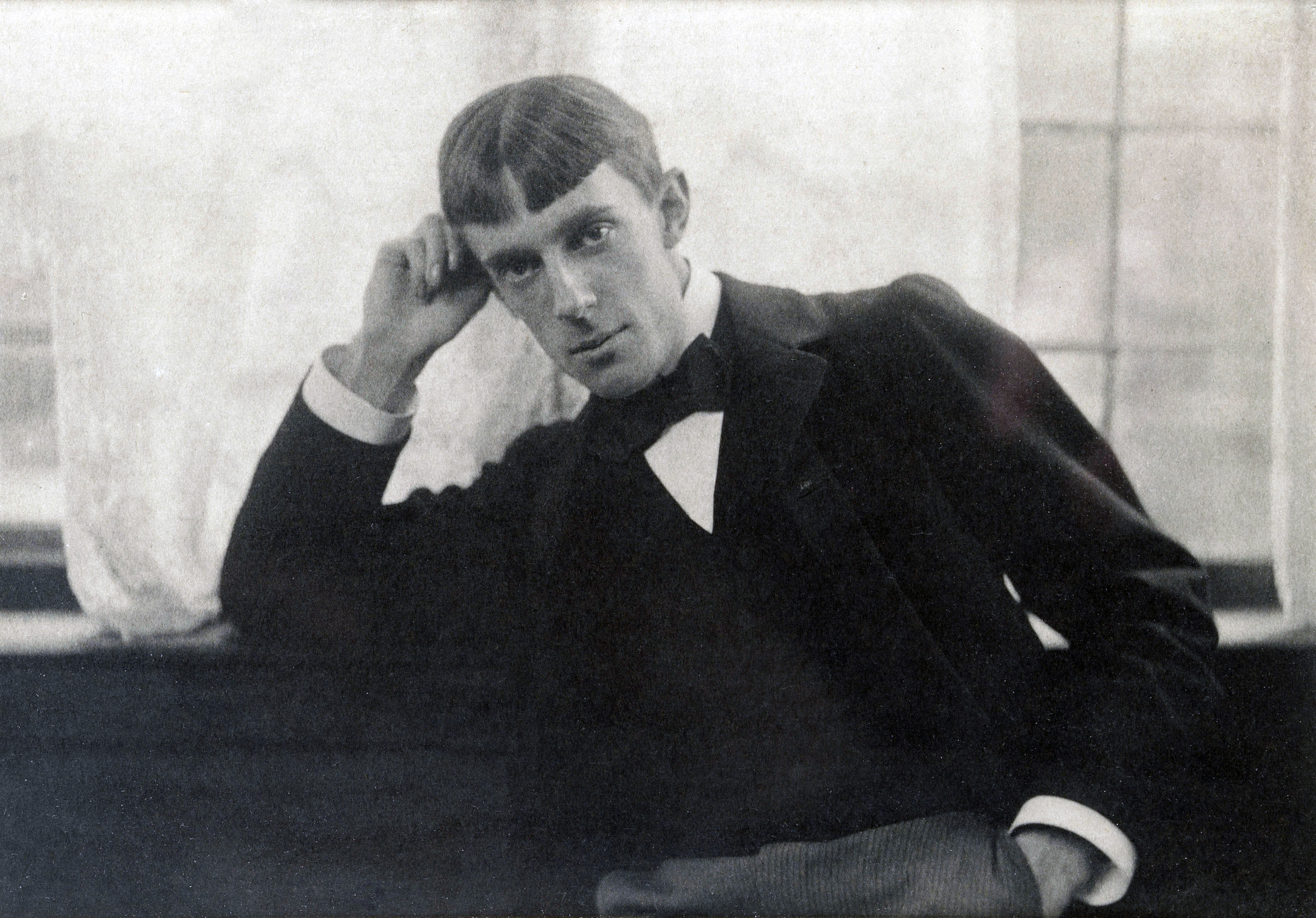
Photographie Beardsleys, 1893

Große gesundheitliche Rückschläge im Jahr 1889 fesselten ihn ans Krankenbett und zwangen ihn, seinen Beruf aufzugeben – jedoch blieb er der Kunst weiterhin treu. Durch einen unangekündigten Besuch bei dem Präraffaeliten Edward Burne-Jones wurde dieser auf Beardsley und seine Werke aufmerksam. Burne-Jones erreichte, dass der Zeichner die Abendkurse der Westminster-Kunstschule besuchte, wo er das erste und einzige Mal eine professionelle musische Ausbildung bekam. Beardsleys eigene Recherchen in diversen Kunstsammlungen, Bibliotheken und Antiquariaten dieser Zeit brachten ihn der französischen Literatur des 19. Jahrhunderts und den japanischen Holzschnitten näher, die sich zusammen mit dem Einfluss der Präraffaeliten in seinen Werken wiederfinden.

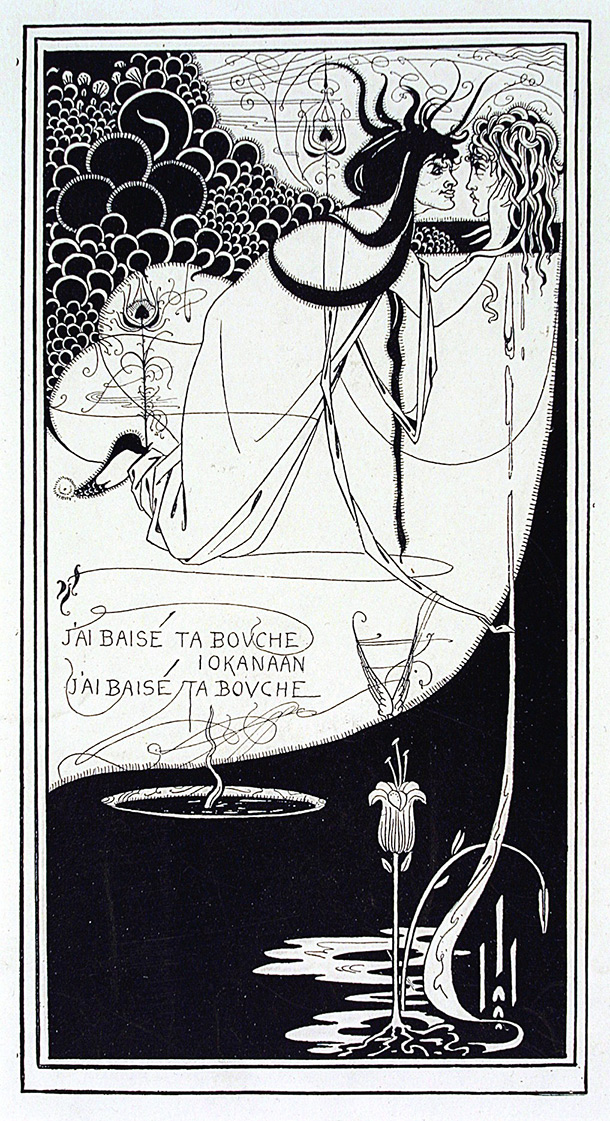
J’ai baisé ta bouche Iokanaan, erste Version der Apotheose aus den Illustrationen zu Oscar Wildes Salome, 1893

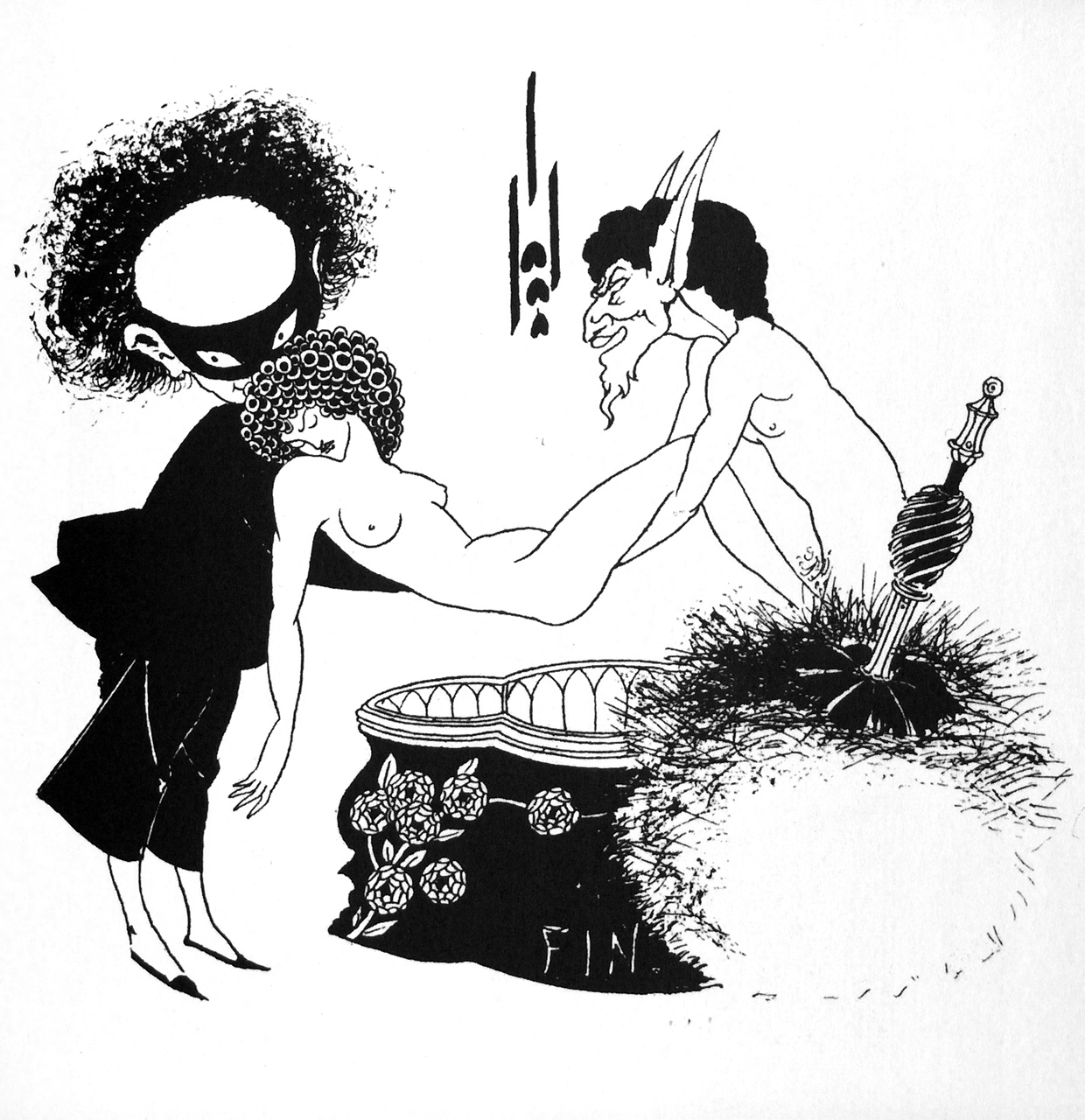
Der Puderquast, Schlussvignette zu Wildes Salome, 1893–1894

Im Jahr 1892 stieß ein Verleger durch einen gemeinsamen Bekannten auf Beardsleys Zeichnungen und beauftragte ihn mit den Illustrationen zu Thomas Malorys Le Morte Darthur, das 1894 mit Beardsleys Arbeiten erschien. Oscar Wildes in französischer Sprache verfasste Erstausgabe der Salome von 1893 inspirierte Beardsley zu einer Zeichnung zum Motiv der Salome mit dem Haupt Johannes des Täufers, die neben acht anderen in der ersten Ausgabe der Kunstzeitschrift The Studio veröffentlicht wurde. Diese Zeichnung machte den Schriftsteller Wilde im Gegenzug auf Beardsley aufmerksam und hatte zur Folge, dass er mit den Illustrationen zur englischen Ausgabe der Salome beauftragt wurde. Die Veröffentlichung der englischen Ausgabe warf jedoch einen Schatten auf die Freundschaft der beiden, da nach Ansicht des Orientliebhabers Wilde die Zeichnungen zu japanisch wirkten. Beardsley wiederum, der noch nie gut mit Kritik umgehen konnte und alle Kritiker als seine Feinde ansah, konterte, indem er Wilde in einigen Karikaturen verhöhnte.

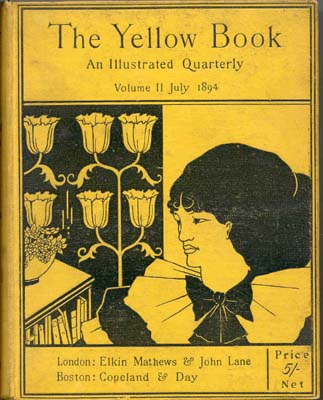
Titelseite zu The Yellow Book, 1894

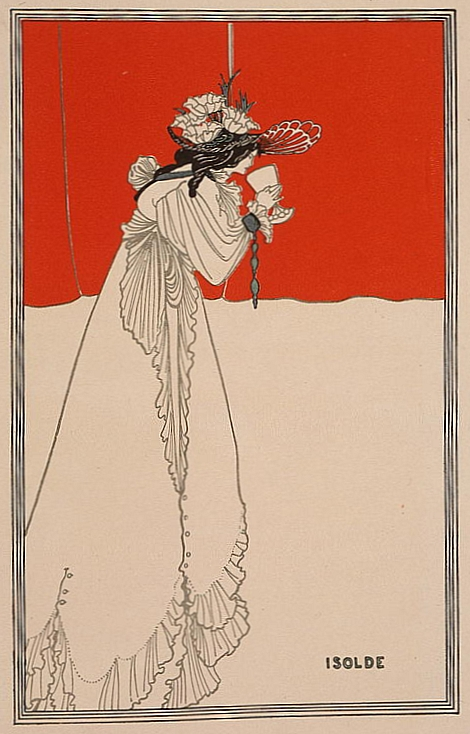
Isolde, Illustration aus der Berliner Kunst- und Literaturzeitschrift Pan, 1899

Zur selben Zeit etwa lernte Beardsley den Schriftsteller Henry Harland und den Verleger John Lane kennen, mit denen er 1894 die erste Ausgabe von The Yellow Book herausbrachte. Obwohl die Zeitschrift in ihrer Anfangszeit aufgrund ihrer übersteigerten, erotischen, nahezu pornographischen Inhalte stark kritisiert wurde, war sie ein voller Erfolg und verhalf Beardsley zu großem Ruhm. Das beständige Wissen des jungen Zeichners um seinen baldigen Tod aufgrund der Schwindsucht (ein Arzt hatte ihm 1892 noch fünf Lebensjahre prognostiziert) trieben ihn immer wieder zu extremer Arbeitsamkeit, Kreativität und schöpferischer Vielfalt an. 1896 verließ Beardsley das Yellow Book und stellte zusammen mit dem für Pornographie und Erotica bekannten Verleger Leonard Smithers The Savoy als Gegenstück zum Yellow Book auf die Beine. Das neue Magazin zog aufgrund seiner für die damalige Zeit anstößigen Inhalte erneut heftigste Kritik auf sich, verhalf Beardsley aber zu weiterem Ruhm durch die Veröffentlichung seiner Illustrationen zu weiteren Büchern, etwa der Lysistrata des Aristophanes.
Obwohl Beardsley sich in homosexuellen Kreisen einschließlich Oscar Wildes und anderer Ästethen aufhielt, bleibt seine sexuelle Ausrichtung fraglich. Spekulationen gab es über eine inzestuöse Beziehung mit seiner älteren Schwester Mabel, die angeblich von ihm schwanger wurde und abtrieb.
Angesichts seiner fortschreitenden Krankheit begab sich Beardsley in die Obhut der katholischen Kirche und konvertierte 1897. Um sich im milden Mittelmeerklima zu erholen, verbrachte er das letzte Jahr seines Lebens in Südfrankreich, wo er im Alter von 25 Jahren im Département Alpes-Maritimes den Folgen seiner chronischen Erkrankung erlag.

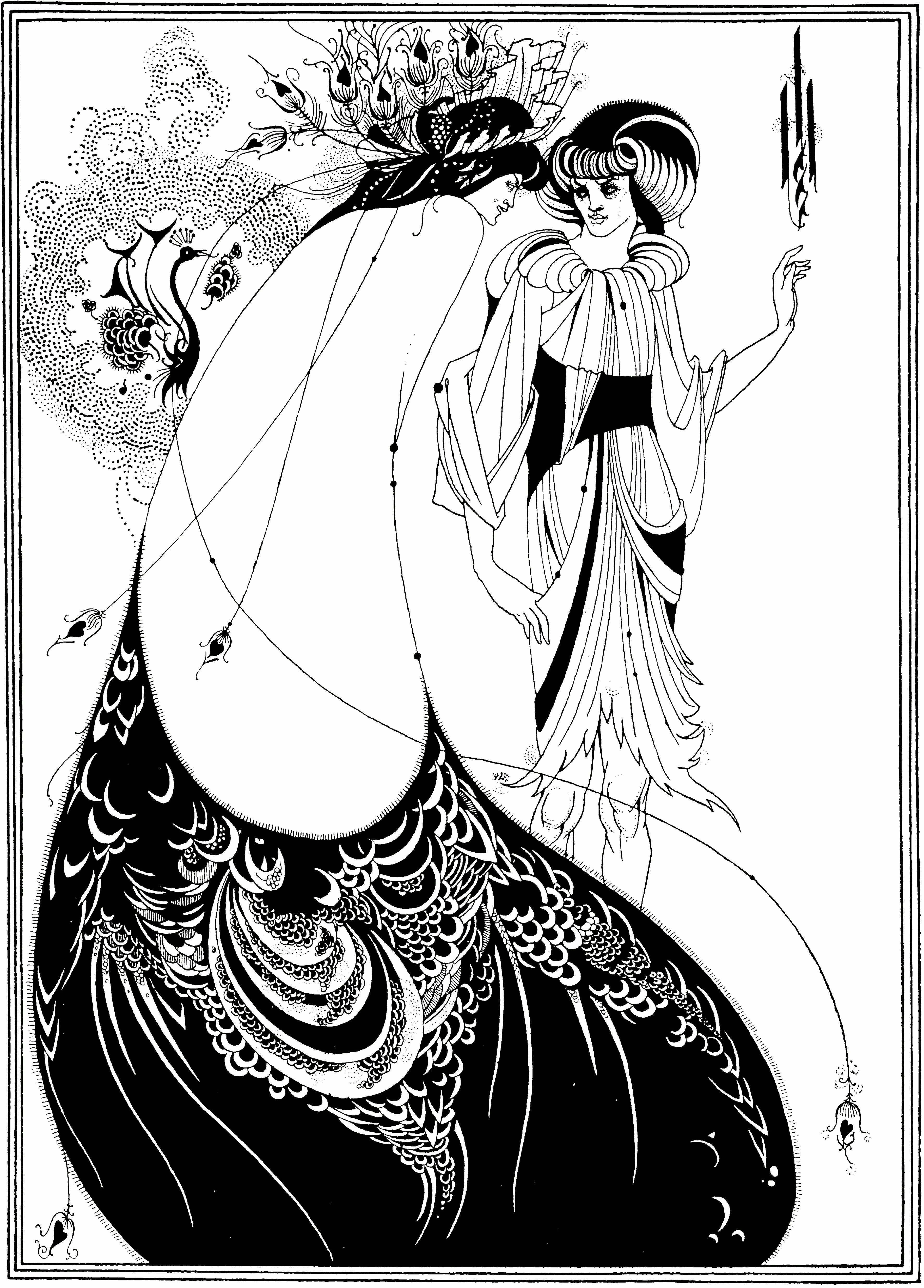
The Peacock Skirt („Das Pfauenkleid“), Illustration zu Salome, 1893–1894

## Stil
Beardsleys Stil lebt von starken, großflächigen Schwarz-Weiß-Kontrasten, seine favorisierte Reproduktionstechnik war die Zinkätzung. Zu den bekanntesten Werken des Zeichners gehören die Illustrationen zu dem Buch Salome, in denen sich Beardsley – wie viele andere Künstler seiner Zeit – von japanischen Holzschnitten beeinflussen ließ. In vielen Werken Beardsleys fallen die kimono-ähnlichen Gewänder seiner Figuren und die an Vasenmalerei erinnernde Verzerrung der Perspektive zu einem flachen Bild auf. Typisch sind auch die oft organisch wirkenden Ornamente und geschwungenen Linien in seinen Bildern (vgl. Das Pfauenkleid oder Die Apotheose). In Deutschland ist Beardsleys Einfluss im Werk von Künstlern wie Marcus Behmer, Thomas Theodor Heine, Franz von Bayros oder teils auch Heinrich Vogeler erkennbar, im angelsächsischen Raum vor allem bei Harry Clarke, William H. Bradley und William Thomas Horton.
Beardsleys Bedeutung als Schriftsteller ist innerhalb der englischen Literatur marginal. Sein wichtigstes Werk ist die unvollendete erotische Novelle Under the Hill, bei der der Wagner-Verehrer Beardsley an die Legende von Tannhäuser und Venus anknüpft. In diesem Text wird der Venusberg als barock anmutender Hofstaat beschrieben. Eine deutsche Fassung gab der Münchener Verleger Hans von Weber 1908 unter dem Titel Venus und Tannhäuser. Eine romantische Novelle als Privatdruck für 246 Subskribenten heraus.

## Fälschungen

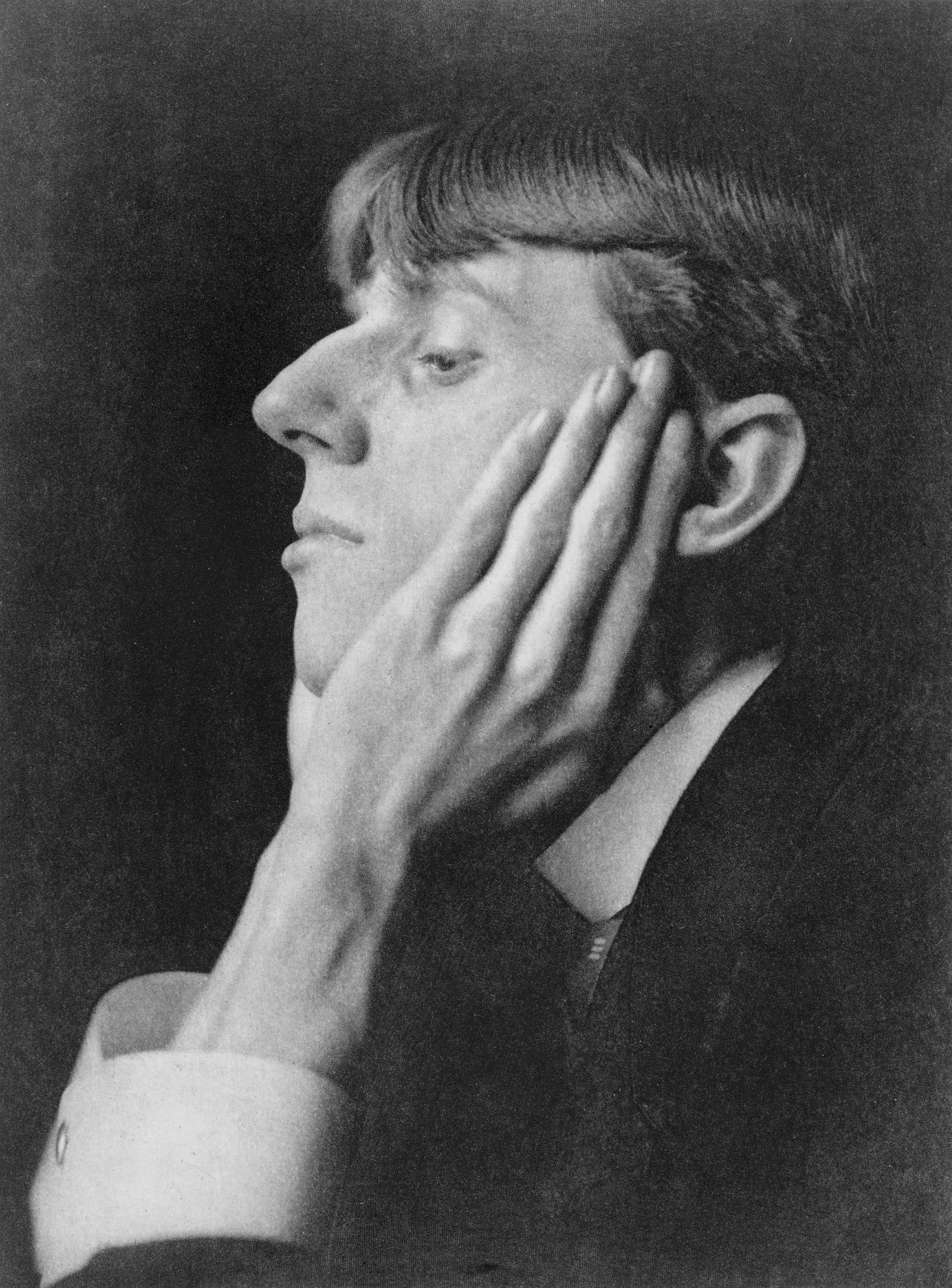
Photographie Beardsleys, um 1895

In zahlreichen Veröffentlichungen über Beardsley sind Illustrationen anzutreffen, die zwar eine seiner Signaturen tragen, aber nicht von ihm stammen und aufgrund ihrer niedrigen Qualität schnell zu erkennen sind. Es handelt sich dabei hauptsächlich um 50 bekannte Zeichnungen, die 1920 in dem Buch Fifty Drawings by Aubrey Beardsley, selected from the collection owned by Mr. H. S. Nichols, New York veröffentlicht wurden, die Auflagenhöhe betrug nur 500 Stück. Es gibt aber auch zwei echte Beardsley-Bücher mit einem ähnlichen Titel: A Book of Fifty Drawings (Leonard Smithers, London 1897) und A Second Book of Fifty Drawings (Leonard Smithers, London 1899). Darüber hinaus gibt es weitere Fälschungen, die qualitativ zwar deutlich über denen des Nichols-Buches von 1920 liegen, aber trotzdem nicht an Beardsleys Kunstfertigkeit heranreichen. Die unechten Zeichnungen erkennt man gut daran, dass sie ohne direkten Textbezug abgebildet sind und am indifferenten Titel, beispielsweise „Pfau mit Sonnenaufgang“ und „Toilette einer Kurtisane“. Oft wurden Bildelemente echter Beardsley-Illustrationen kopiert und zu neuen Bildern zusammengefügt. Sie sind bis in die jüngsten Publikationen anzutreffen.
Zu seinen Lebzeiten war Beardsley schon so bekannt, dass sein Stil mehrfach in der englischen Zeitschrift Punch parodiert wurde. Diese als Karikaturen anzusehenden Zeichnungen (teils unter dem Pseudonym Daubaway Weirdsley veröffentlicht um 1895) stehen den echten Beardsley-Graphiken stilistisch am nächsten.
Nicht direkt als Fälschungen aber wenigstens als grobe Verunstaltungen kann man die retuschierten erotischen Lysistrata-Illustrationen bezeichnen, die in dem Buch The later work of Aubrey Beardsley, Dover Publications, Inc., New York (1967 und spätere Auflagen) zum Abdruck kamen.

## Werke

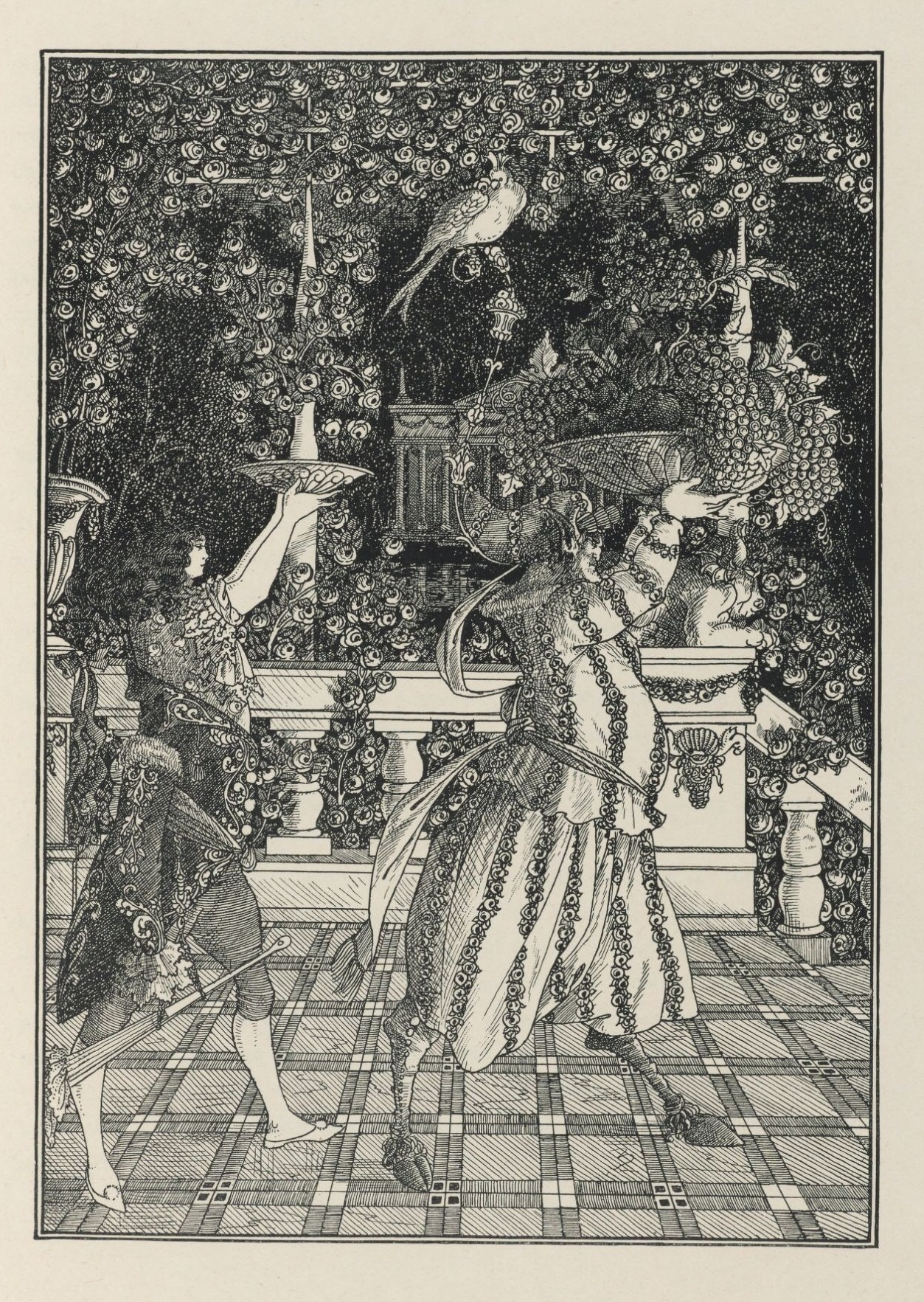
The Fruit Bearers, Illustration aus dem Savoy, 1896

In seiner kurzen, aber dennoch sehr fruchtbaren Schaffensperiode als Illustrator von sechs Jahren hat Aubrey Vincent Beardsley über 1000 Illustrationen, Karikaturen (unter anderem von Émile Zola, Felix Mendelssohn Bartholdy und Carl Maria von Weber), Buchvignetten, Exlibris, Titelseiten, Plakate und mehr geschaffen, unter anderem:
- 1893 zu Salome von Oscar Wilde (zunächst neun Zeichnungen in The Studio);
- 1894 zu Le Morte d’Arthur von Thomas Malory (Dent, London 1894);
- 1894–1895 zu Werken von Edgar Allan Poe;
- 1896 zu The Rape of the Lock von Alexander Pope (Leonard Smithers, London 1896);
- 1896 zu Lysistrata von Aristophanes;
- 1898 zu Volpone von Ben Jonson. Leonard Smithers, London 1898. [Frontispiz, 5 Initialen, Einbandentwurf].
- Salomé. A tragedy in one act. Translated from the French of Oscar Wilde. Pictured by Aubrey Beardsley. Melmoth & Co. [d. i. Leonard Smithers], London 1904 (Digitalisat).
- Under the Hill (1904; später veröffentlicht als The Story of Venus and Tannhäuser, 1907), deutsch Unter dem Hügel. Eine romantische Novelle (Insel Verlag, Leipzig 1905, erneut 1965: Insel-Bücherei 844; mit dem Untertitel „Eine romantische Novelle“).

Beardsley arbeitete auch an verschiedenen Kunst- und Literaturzeitschriften (wie The Yellow Book, The Studio, The Savoy) mit, so an den beispielhaften Ausgaben:
- The Yellow Book. An Illustrated Quarterly, vol. 1, April 1894 (Digitalisat)
- The Savoy, vol. 3, Nr. 6, Oktober 1896 (Digitalisat)

## Beispiele für Illustrationen

Salome
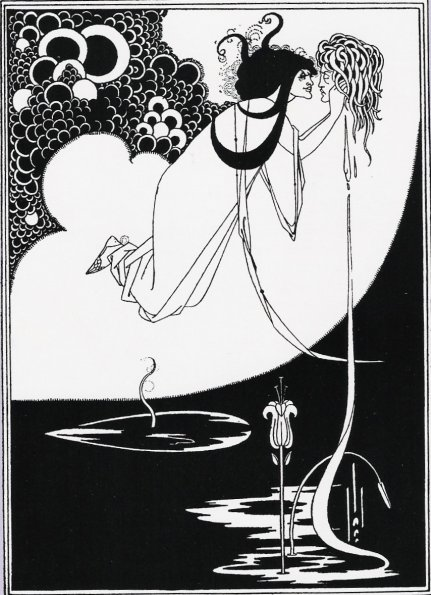
Die Apotheose, Illustration zu Salome, veröffentlicht in The Studio, vol. 1, Nr. 1, 1893
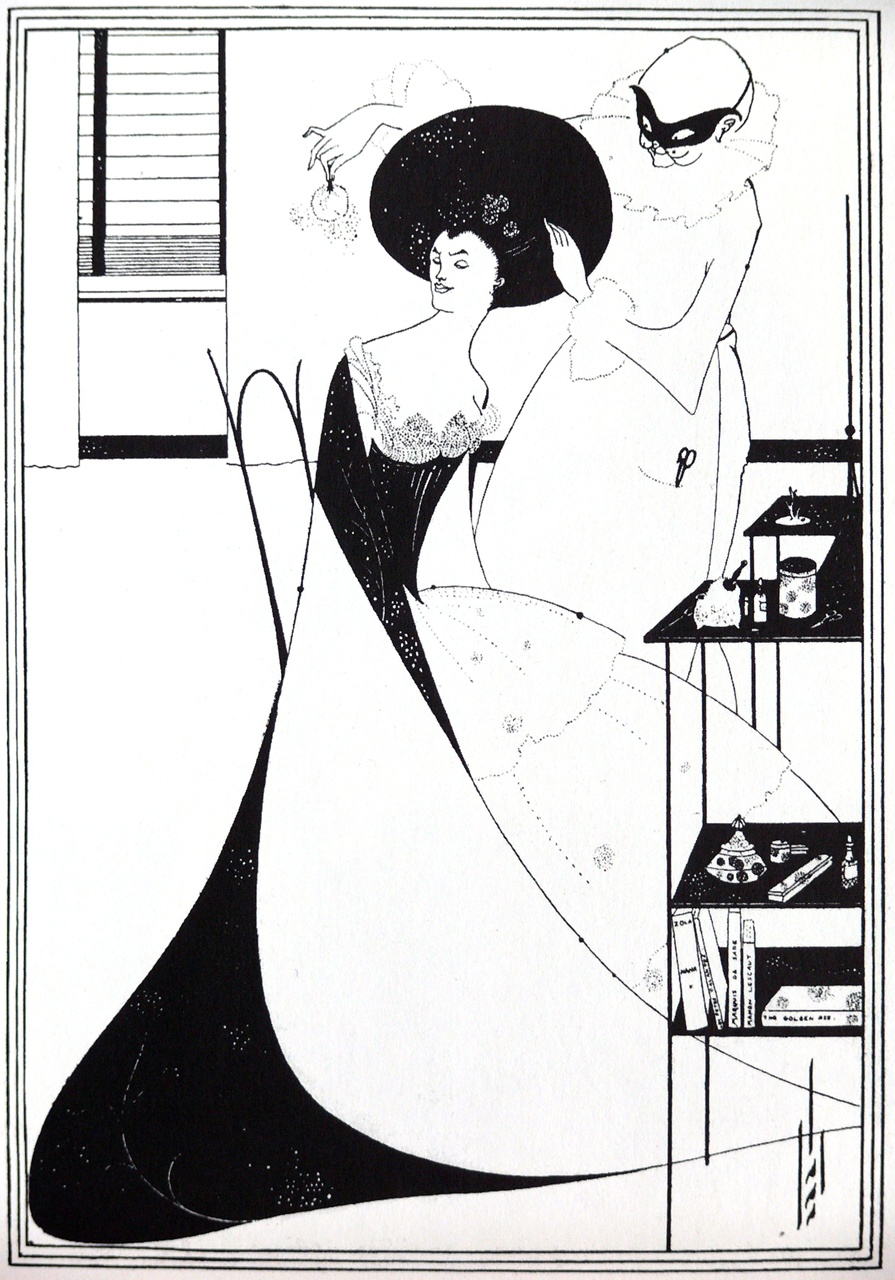
The Toilette of Salome, 1893–1894
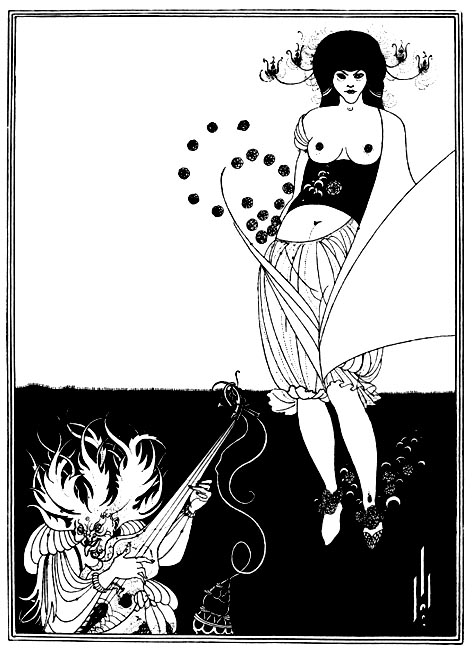
The Stomach Dance, Illustration zu Oscar Wildes Salome, 1893–1894
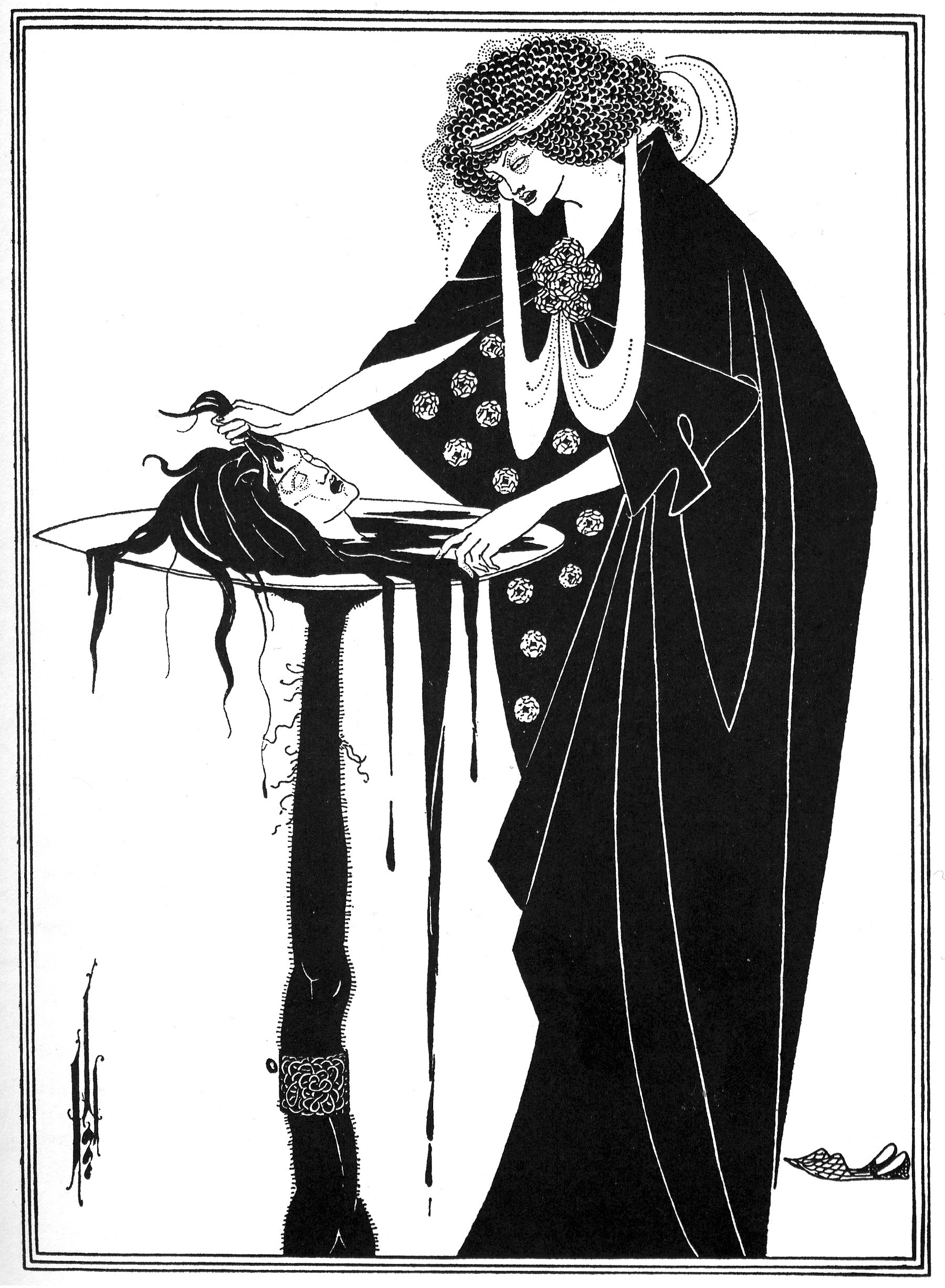
The Dancer’s Reward, 1893–1894
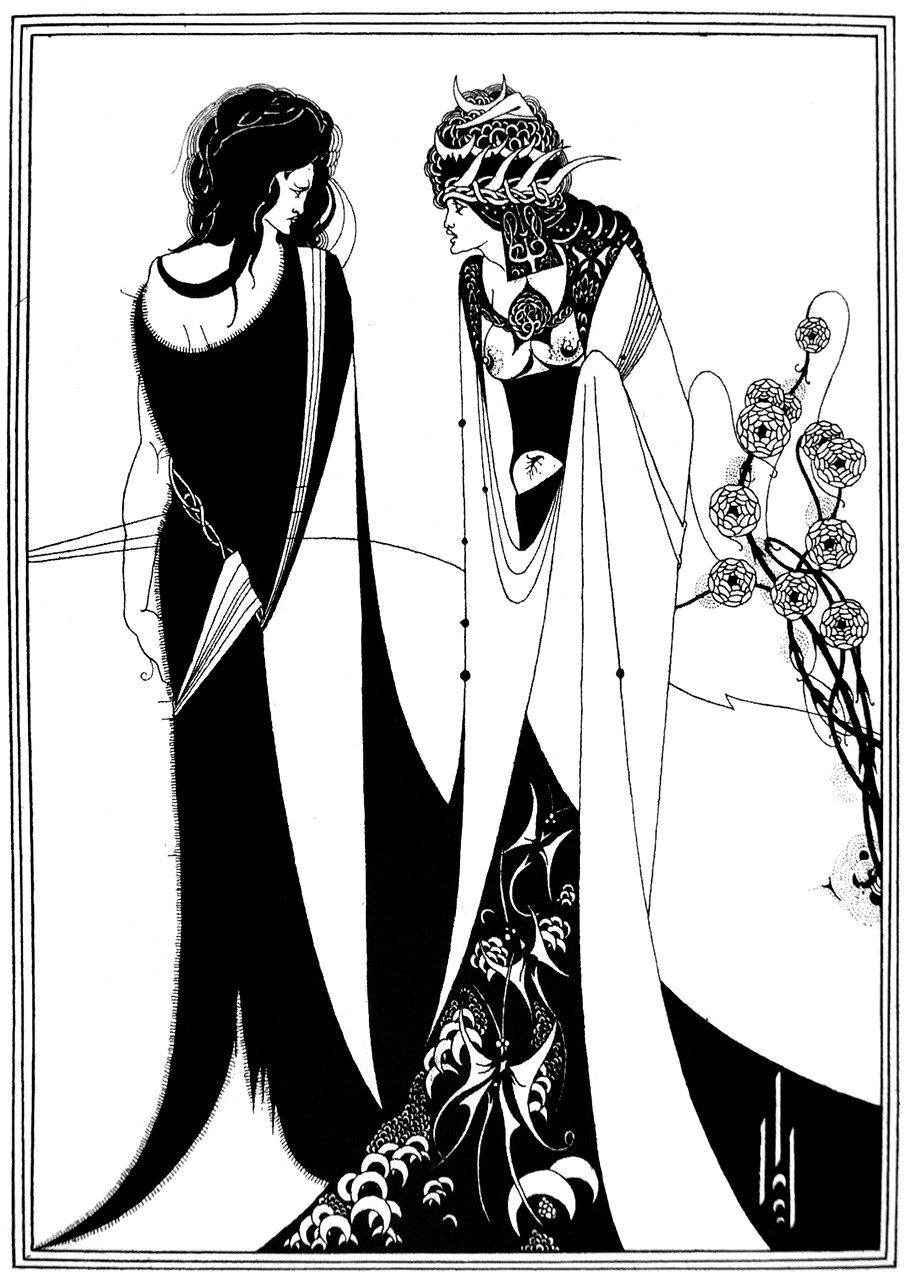
John and Salome, Illustration zu Salome, jedoch erst 1899 veröffentlicht

Malory und Edgar Allan Poe
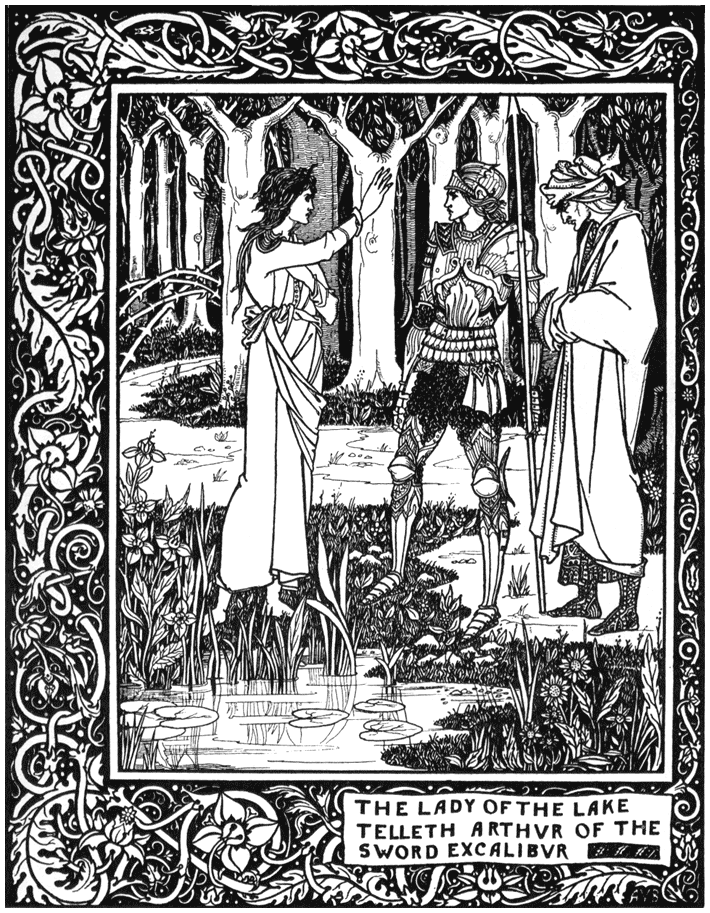
Die Herrin vom See erzählt Arthur vom Schwert Excalibur, Illustration aus Le Morte d’Arthur, 1894
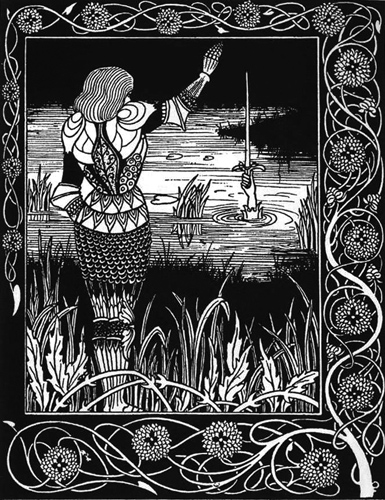
How Sir Bedivere Cast the Sword Excalibur into the Water, 1894
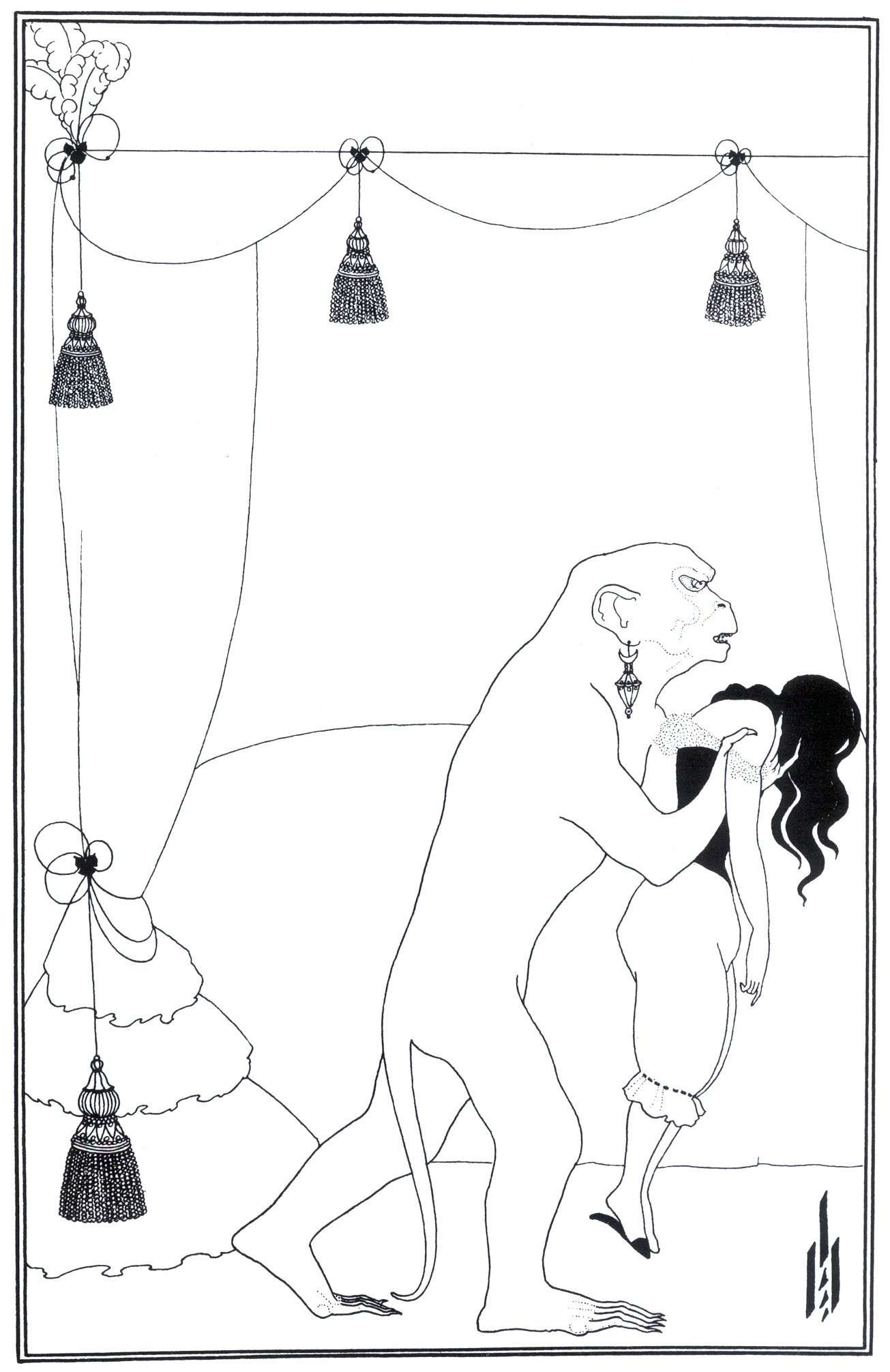
Illustration zu Edgar Allan Poes The Murders in the Rue Morgue, 1894–1895
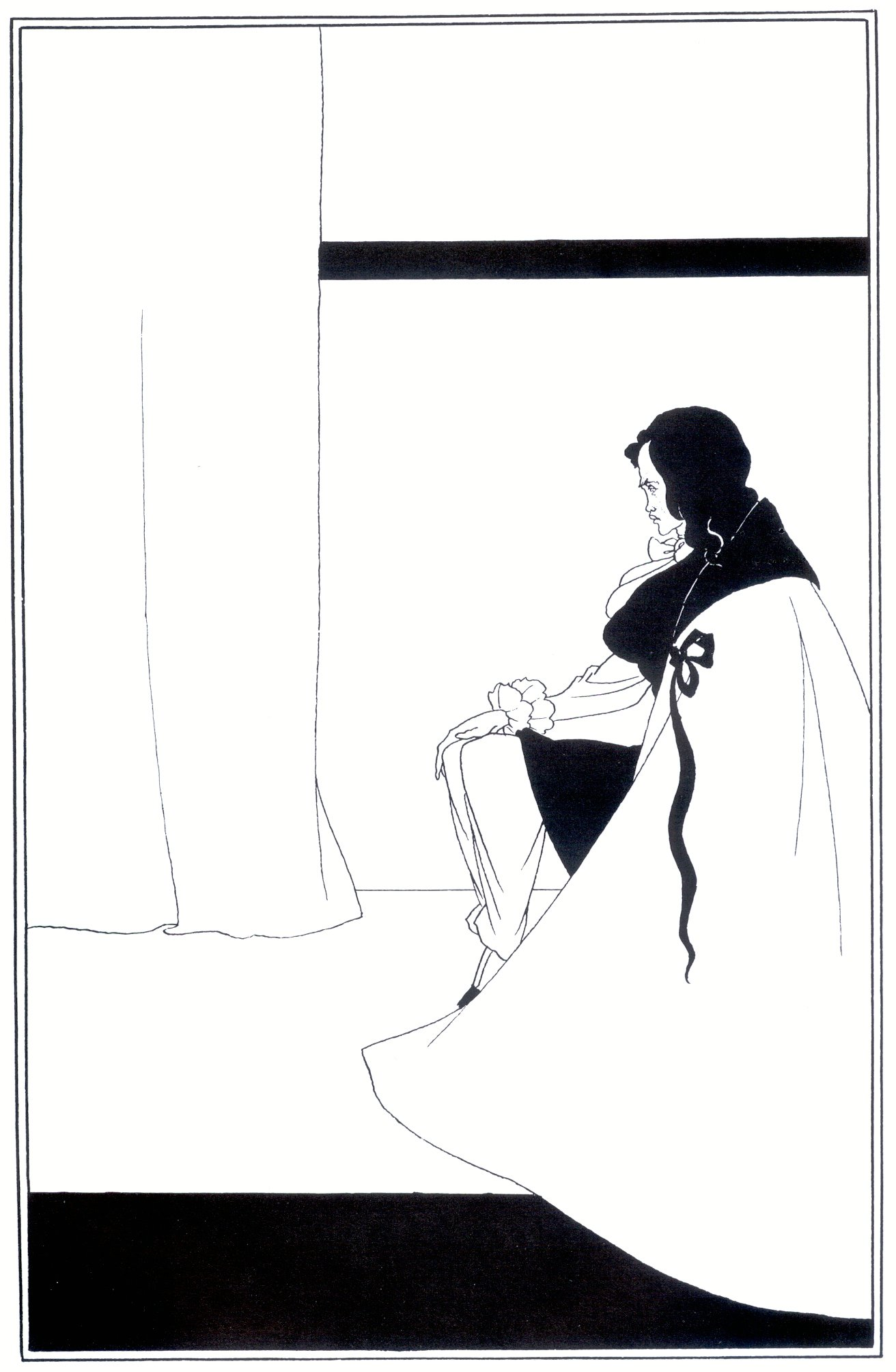
Illustration zu Poes The Fall of the House of Usher, 1894–1895
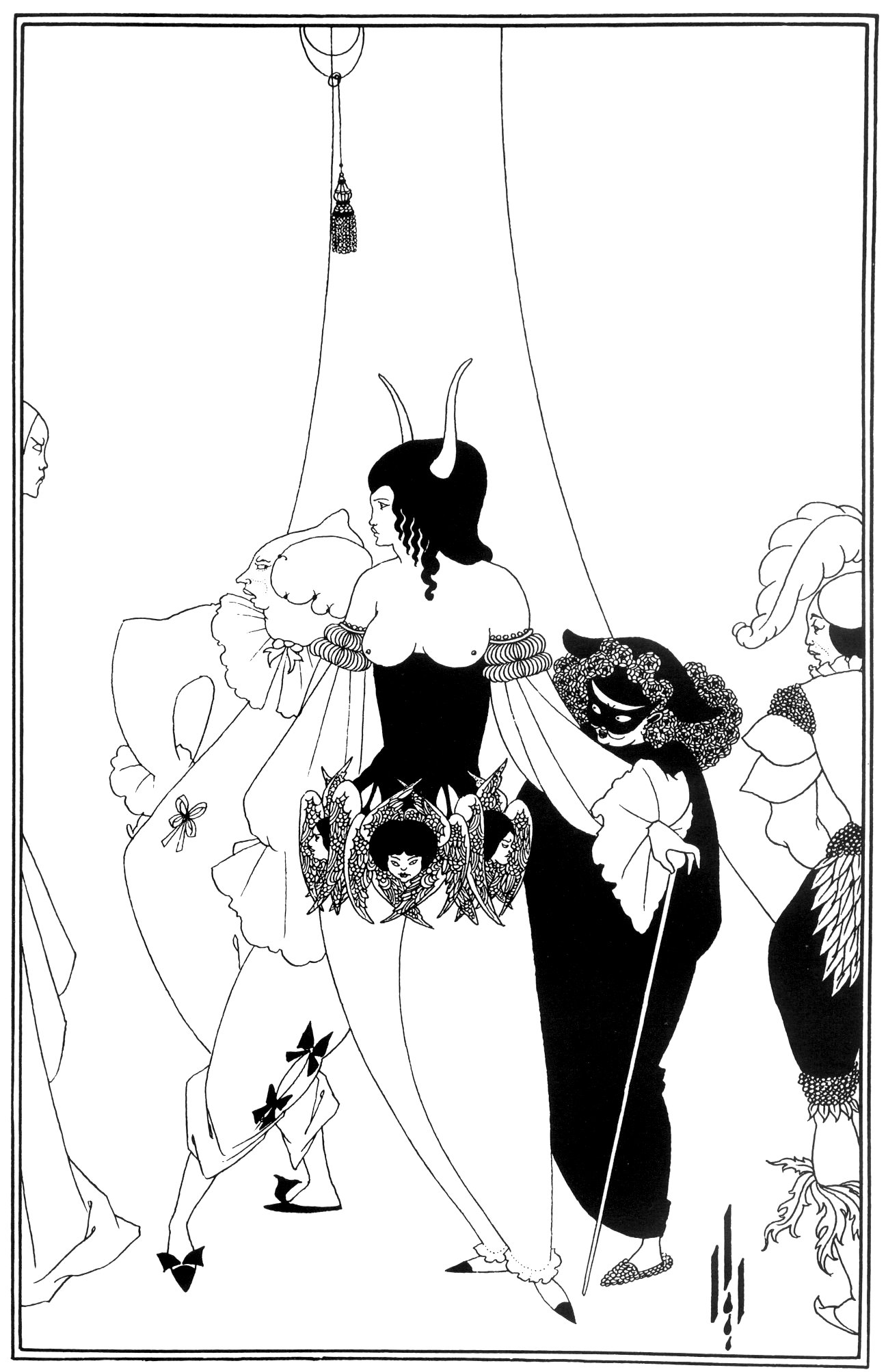
Illustration zu Poes The Masque of the Red Death, 1894–1895
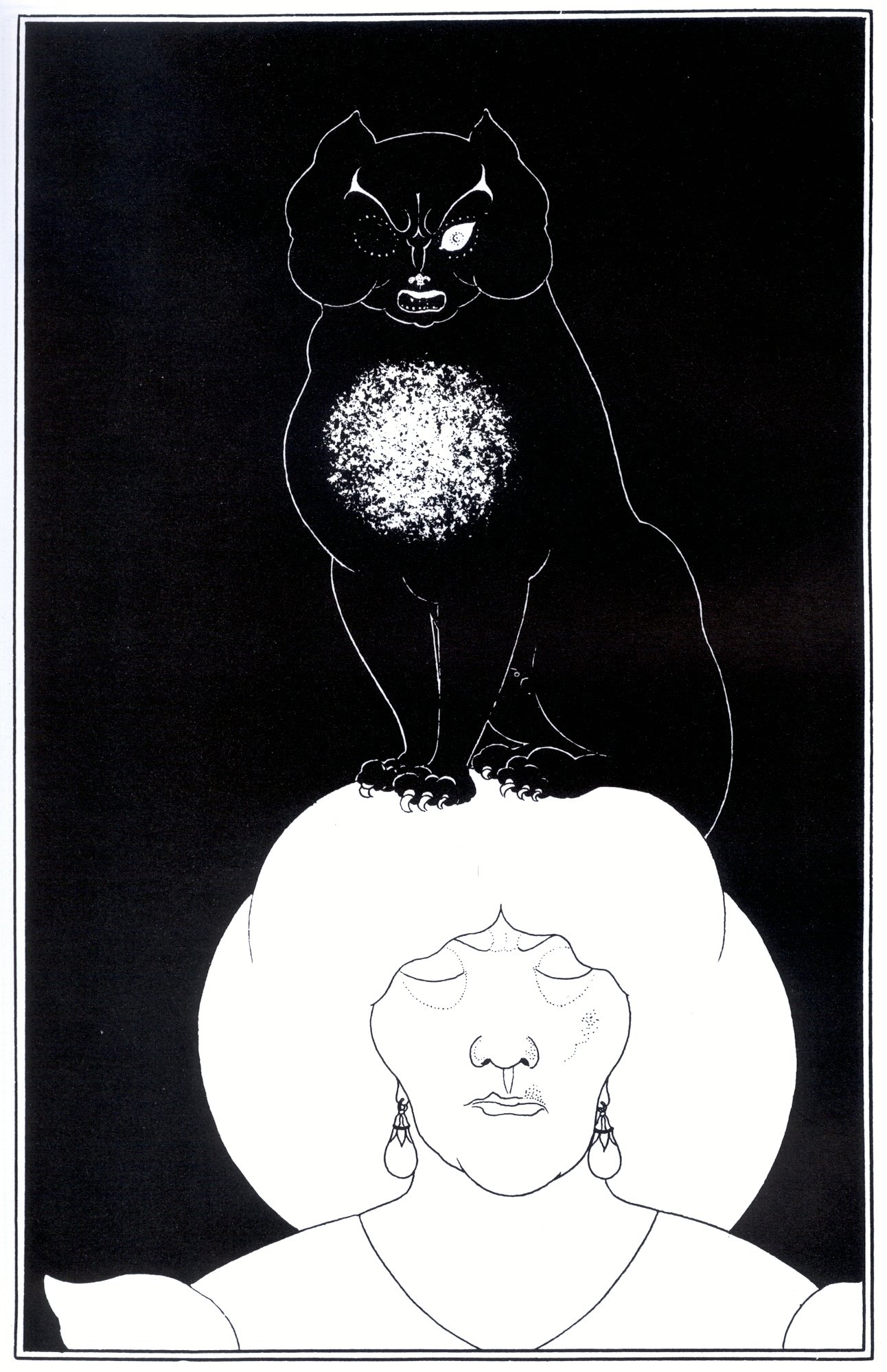
Illustration zu Poes The Black Cat, 1894–1895

Alexander Pope und anderes
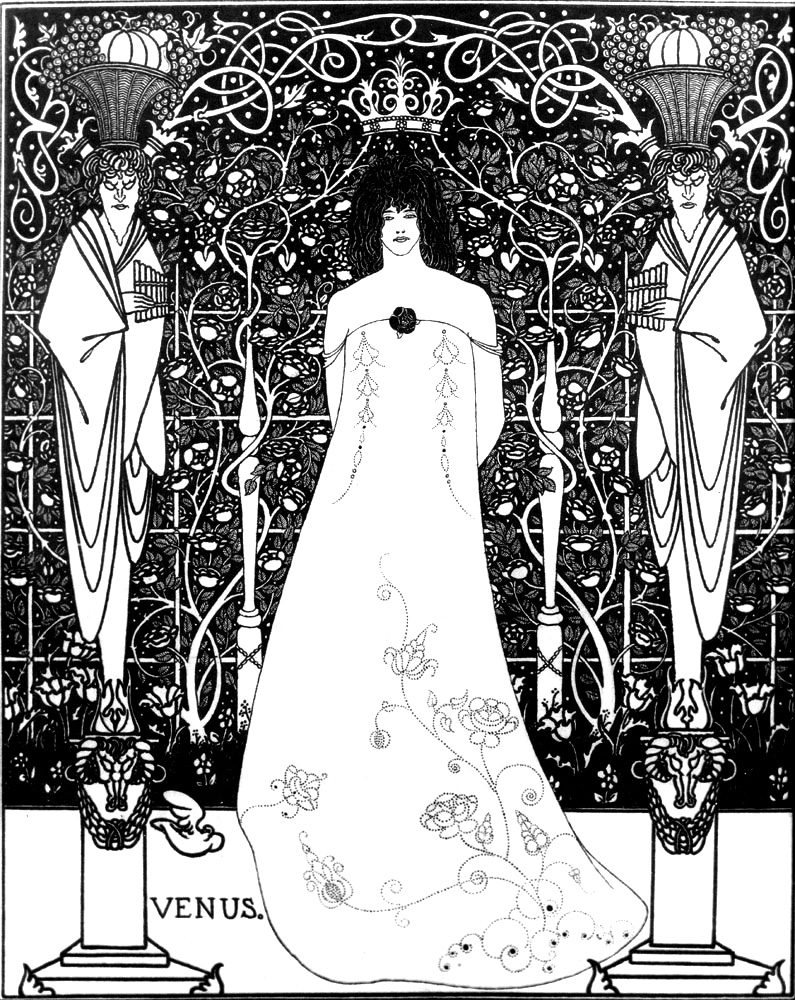
Venus between Terminal Gods, 1895
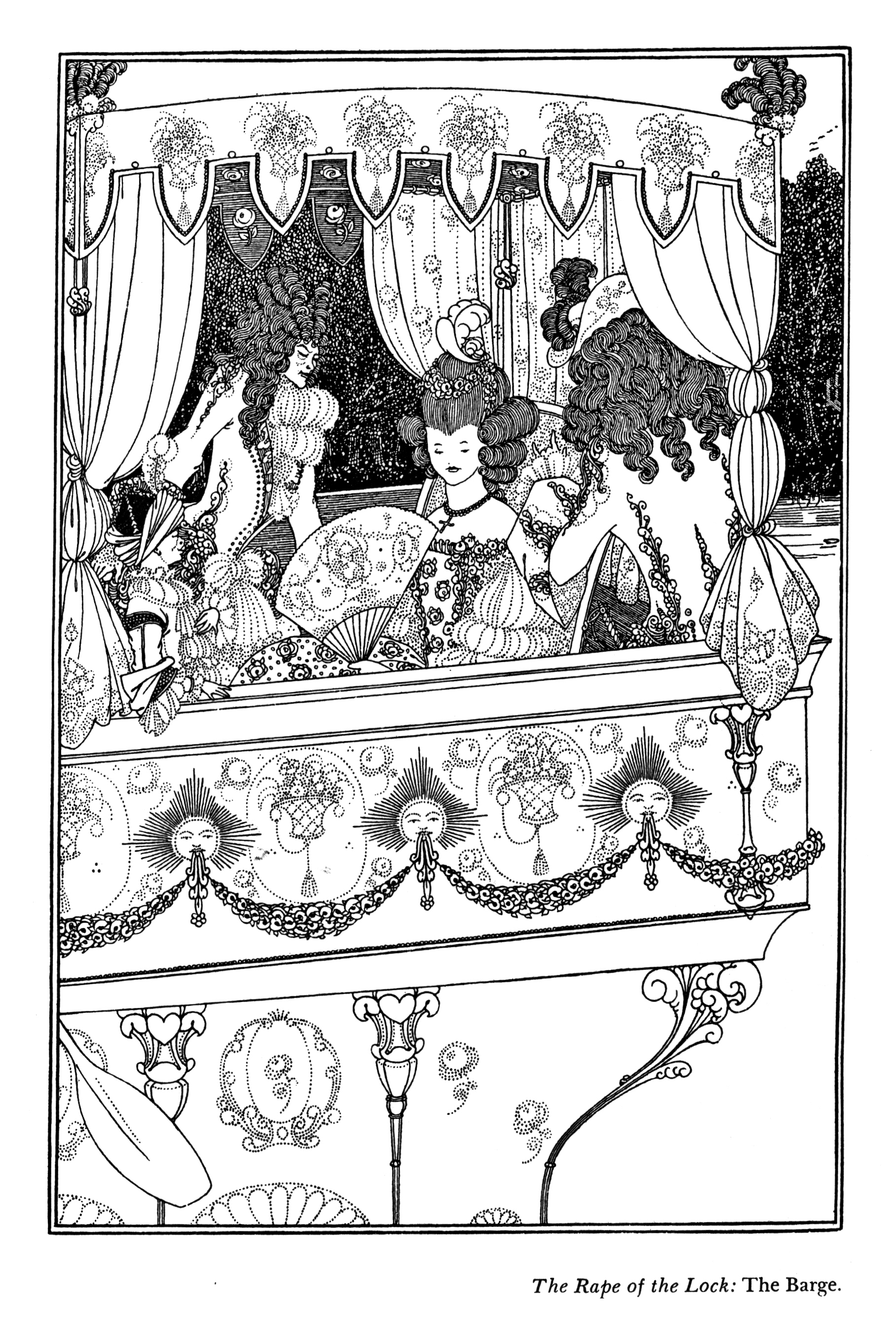
The Barge, Illustration zu The Rape of the Lock von Alexander Pope, 1896
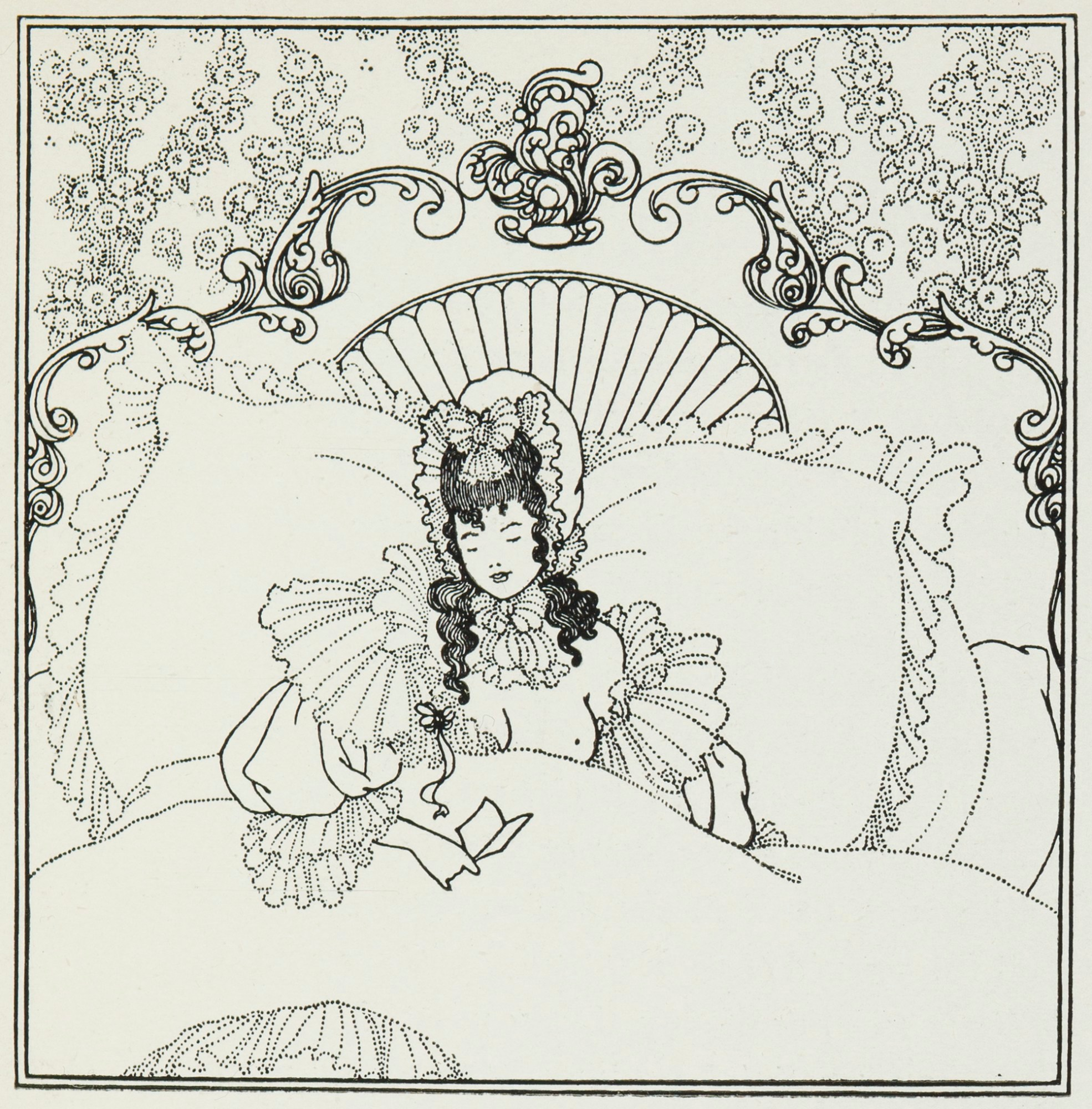
The Billet-doux, Illustration zu The Rape of the Lock, 1896
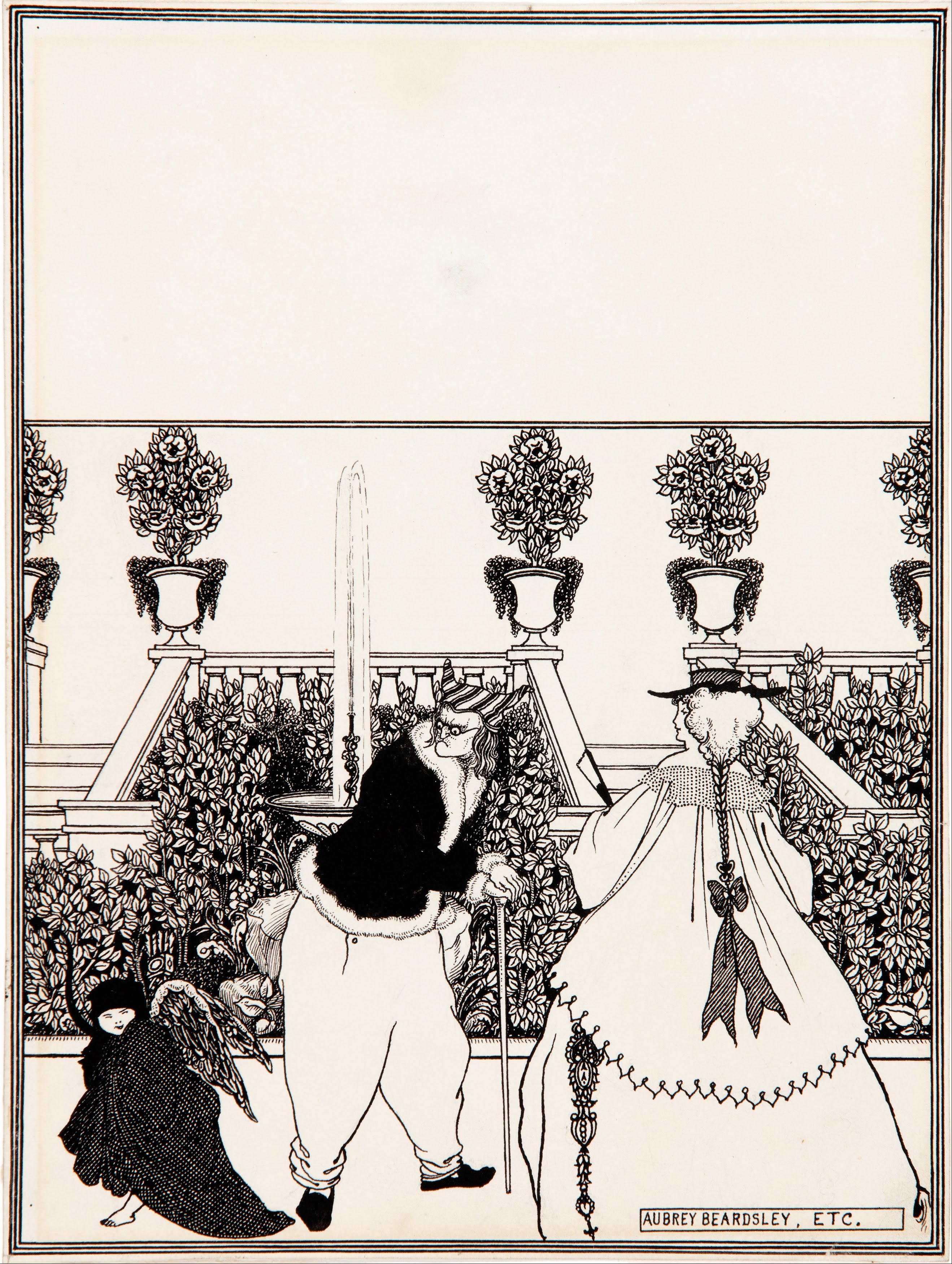
The driving of Cupid from the garden, Illustration für das Savoy (Nr. 3, Juli 1896)
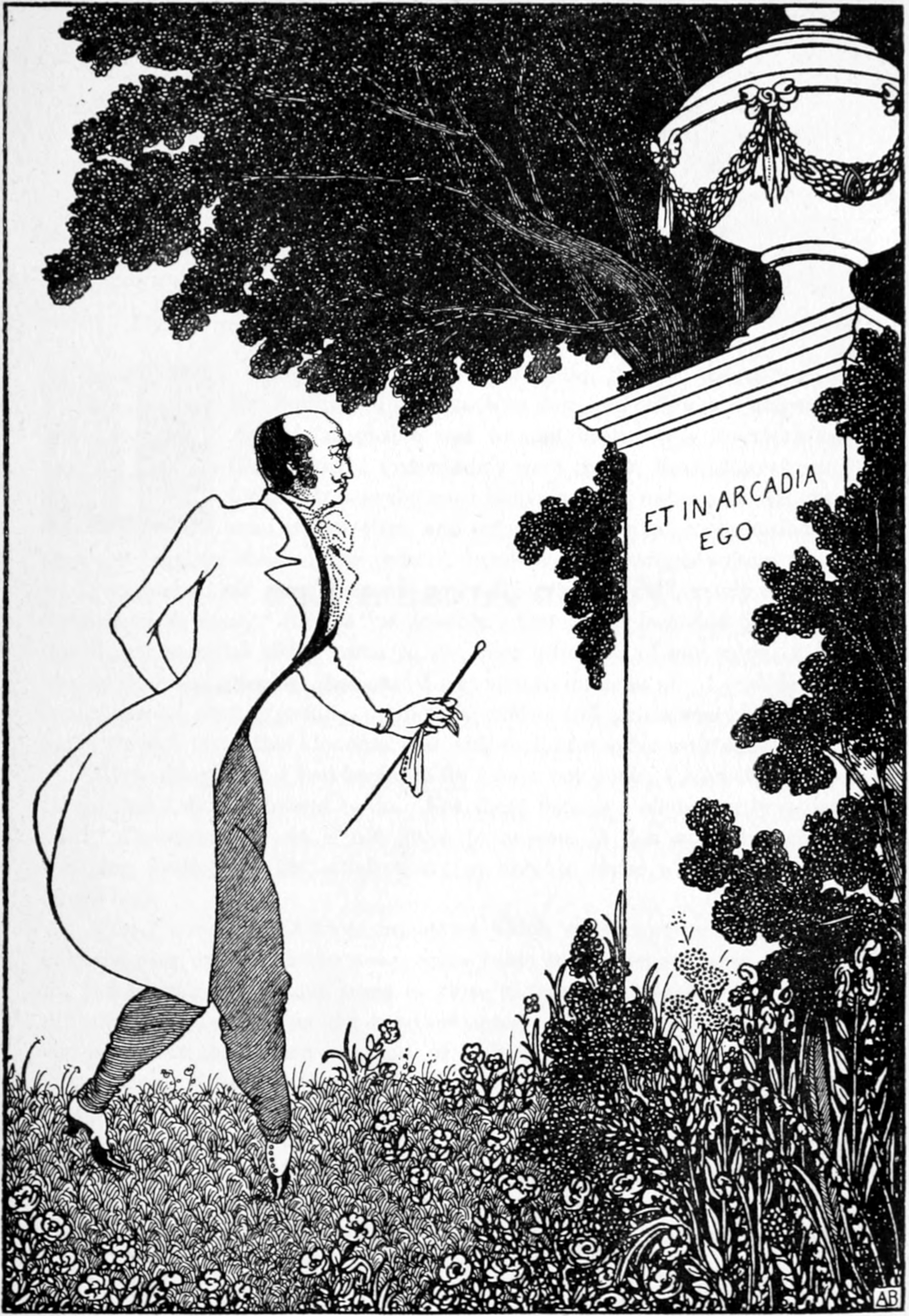
Et in Arcadia Ego, Zeichnung aus der letzten Nummer des Savoy, vol. 3, 1896

Lysistrata und Späteres
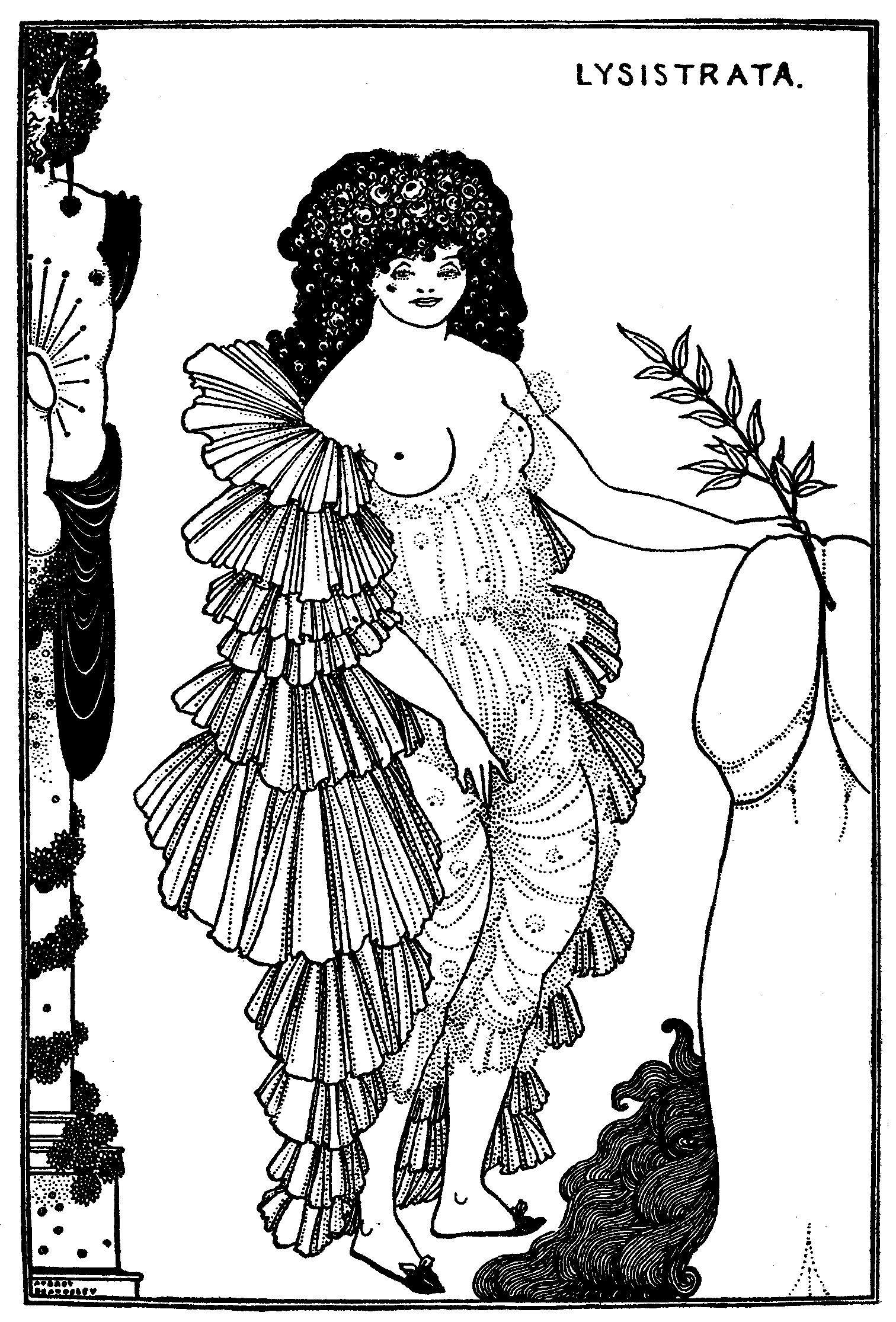
Lysistrata streckt ihrem Feind, dem Penis, einen Olivenzweig entgegen, Frontispiz für die Lysistrata des Aristophanes, 1896
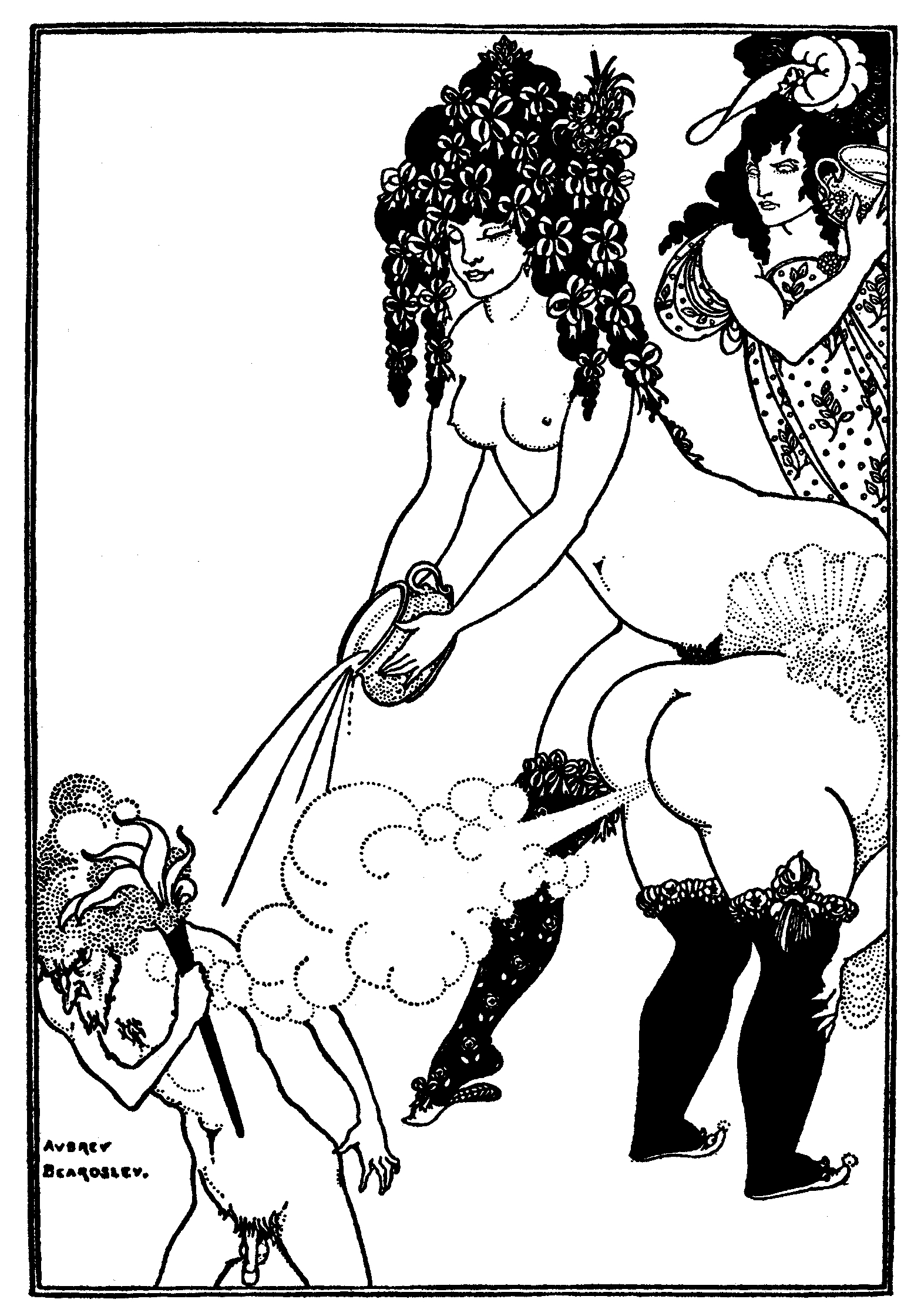
Lysistrata verteidigt die Akropolis, 1896
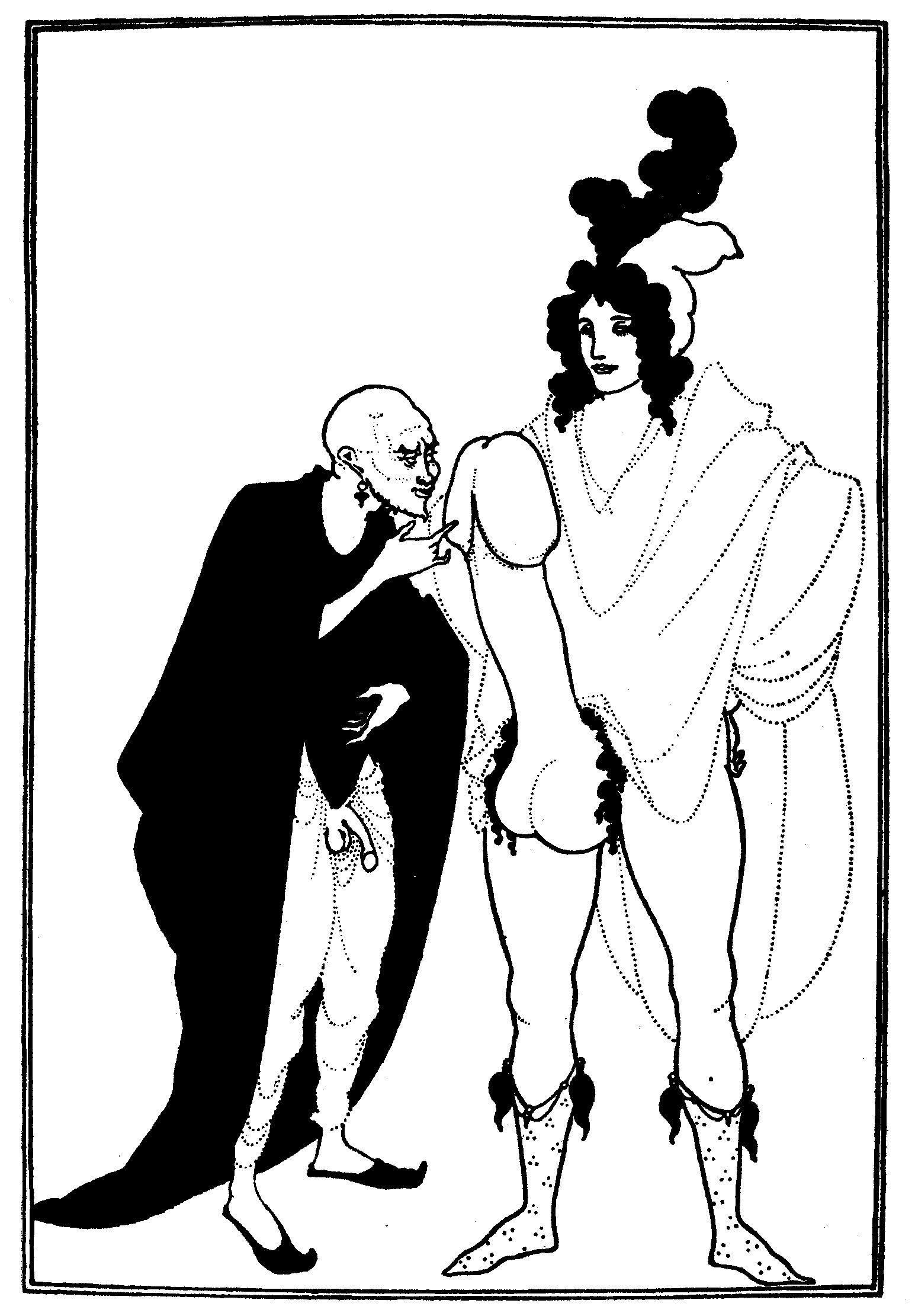
Die Inspektion des Herolds (Pierrot), 1896
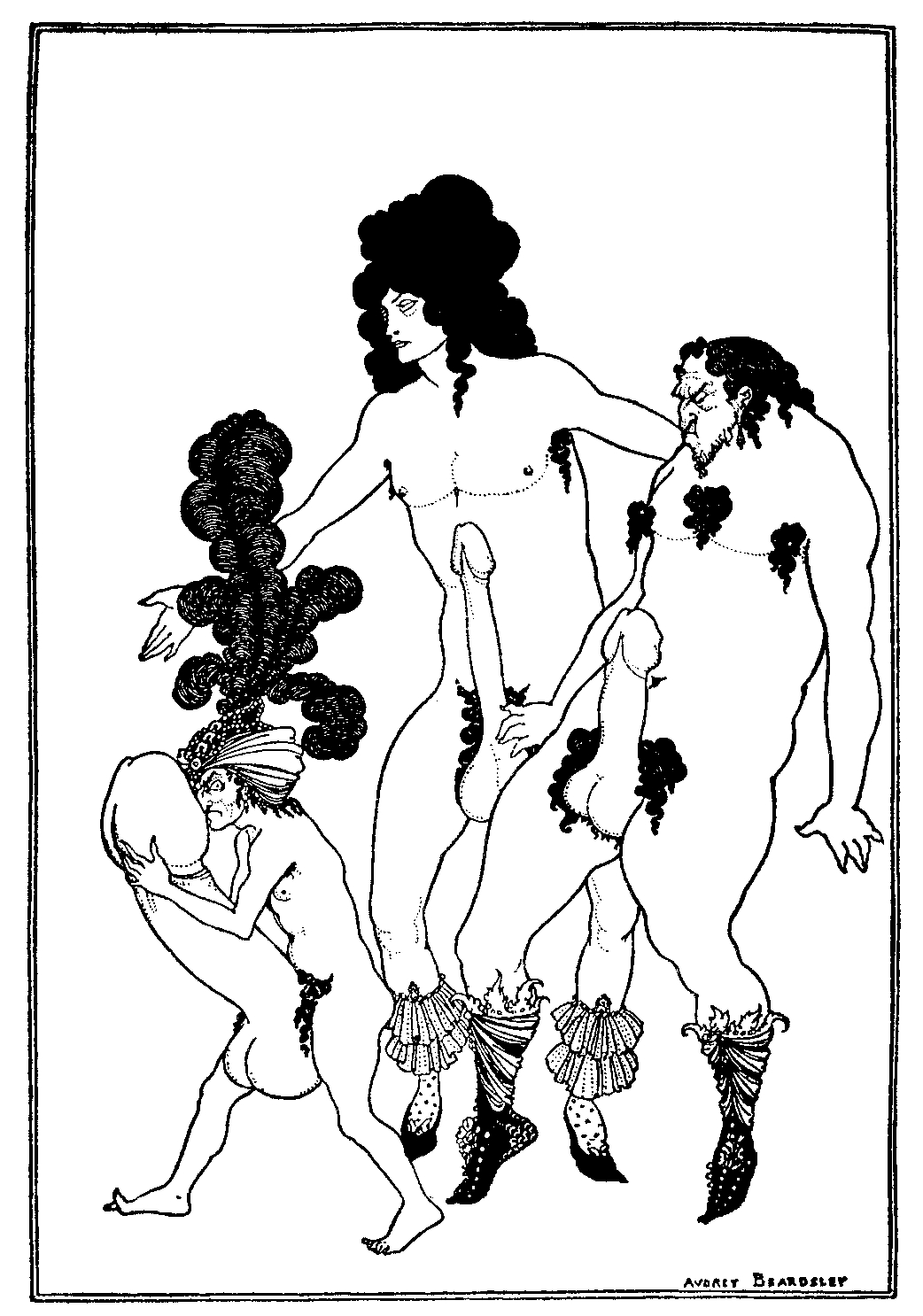
Die Botschafter Lakedämoniens (Lysistrata), 1896
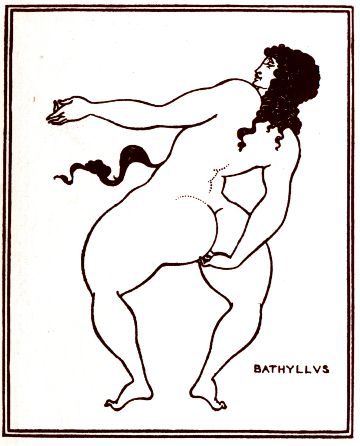
Bathyllus taking the pose, 1896
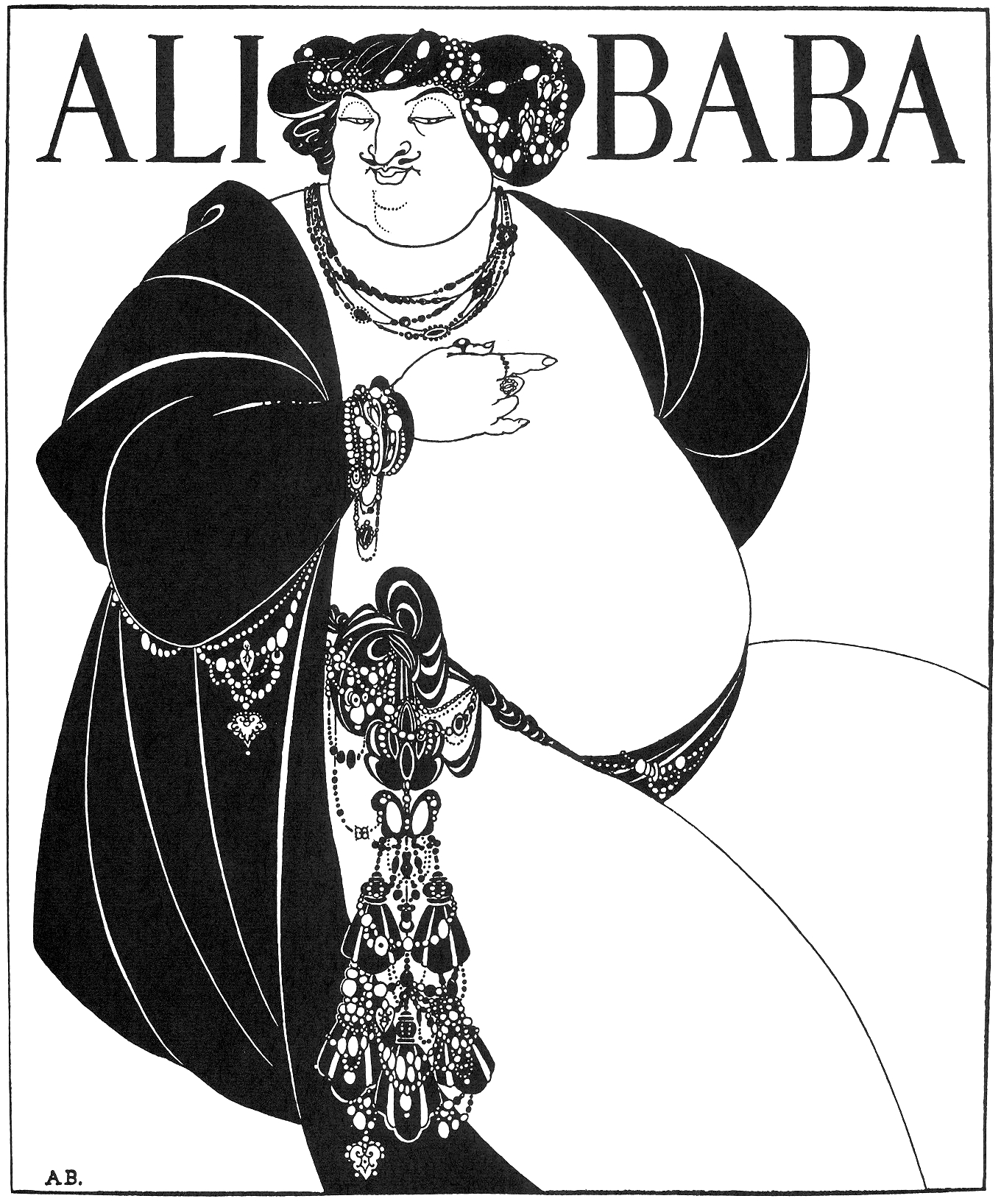
Titelblatt zu einer Ausgabe von One Thousand and One Nights, 1897
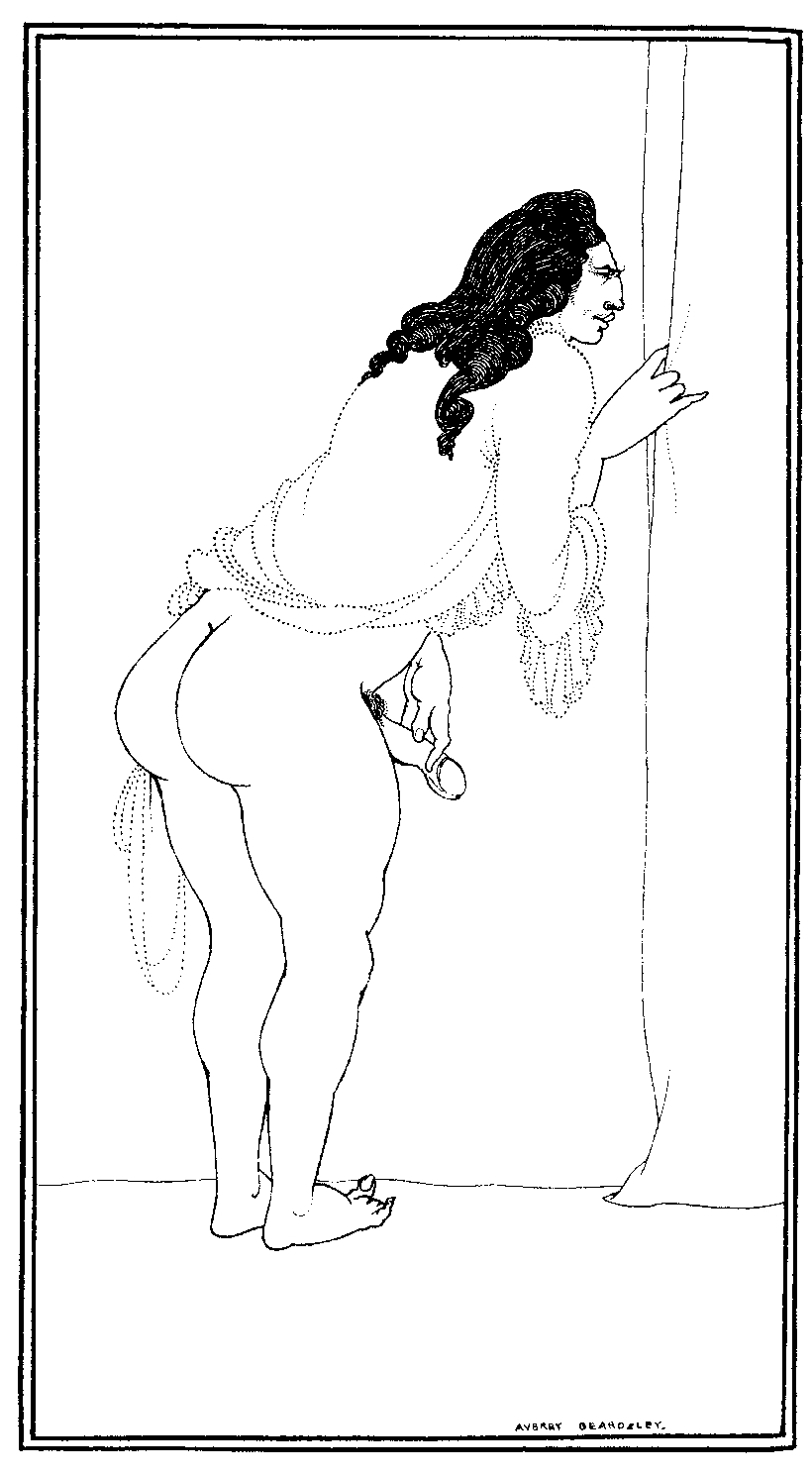
Der ungeduldige Ehebrecher, 1897

## Literatur

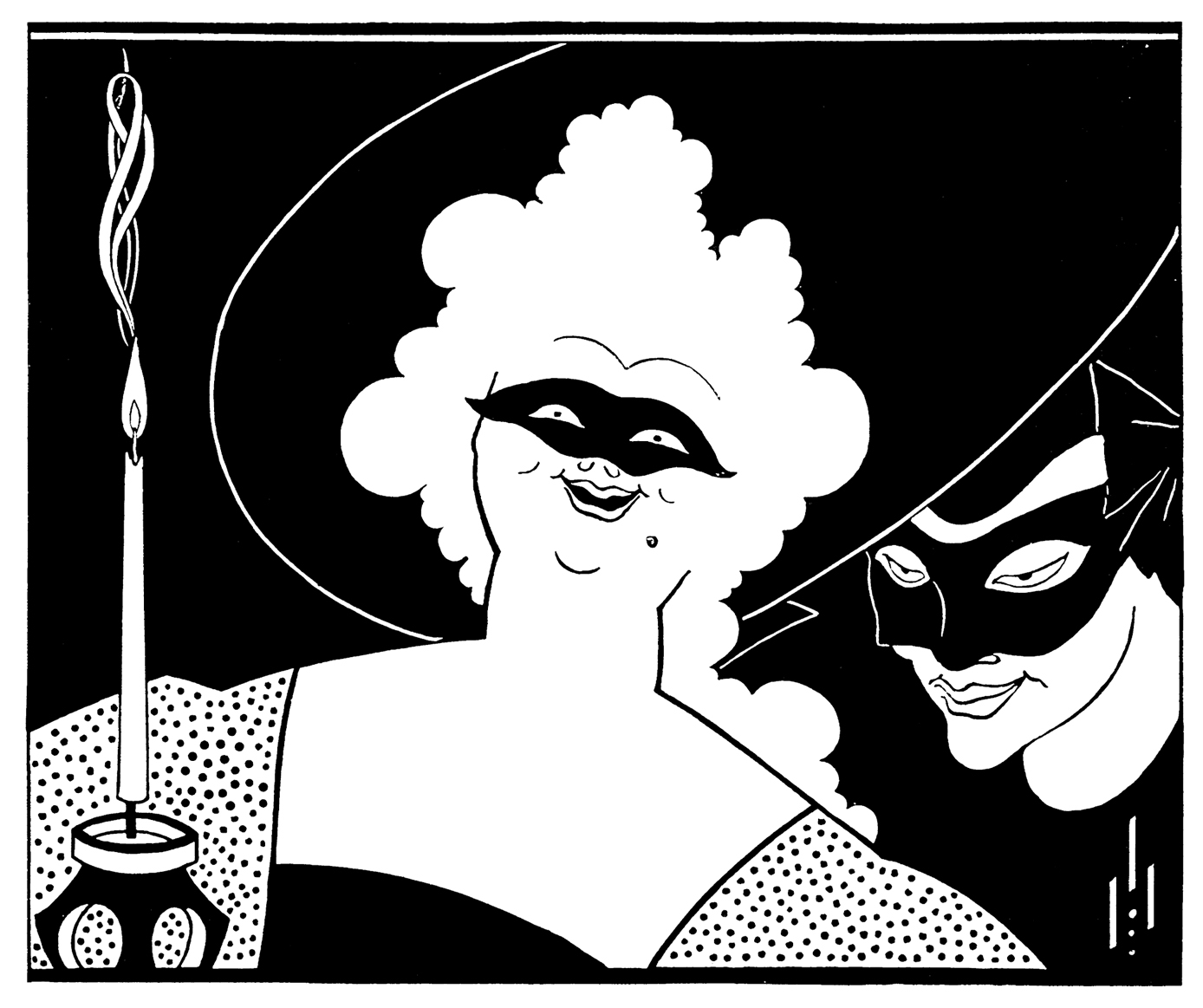
Masquerade, Titeldesign für die erste Ausgabe des Yellow Book, 1894